# Liste der Geotope in Mittelfranken
Die Liste der Geotope in Mittelfranken bindet folgende Listen automatisch der Geotope in mittelfränkischen Landkreisen und Städten aus dem Artikelnamensraum ein:
- Liste der Geotope im Landkreis Ansbach
- Liste der Geotope im Landkreis Erlangen-Höchstadt
- Liste der Geotope in Fürth
- Liste der Geotope im Landkreis Fürth
- Liste der Geotope im Landkreis Neustadt an der Aisch-Bad Windsheim
- Liste der Geotope im Landkreis Nürnberger Land
- Liste der Geotope in Nürnberg
- Liste der Geotope im Landkreis Roth
- Liste der Geotope im Landkreis Weißenburg-Gunzenhausen

Die Auswahl entspricht dem Regierungsbezirk Mittelfranken.
Diese Liste ist unvollständig. Im Geotopkataster Bayern sind etwa 3.400 Geotope erfasst. Das Bayerische Landesamt für Umwelt (LfU) sieht manche Geotope nicht für die Veröffentlichung im Internet geeignet. Einige Objekte sind zum Beispiel nicht gefahrlos zugänglich oder dürfen aus anderen Gründen nur eingeschränkt betreten werden.
| Name                                                             | Bild           | Geotop ID | Gemeinde / Lage                     | Geologische Raumeinheit     | Beschreibung | Fläche m² / Ausdehnung m | Geologie | Aufschlussart                  | Wert               | Schutzstatus                                                | Bemerkung                       |
| ---------------------------------------------------------------- | -------------- | --------- | ----------------------------------- | --------------------------- | --- | ------------------------ | --- | ------------------------------ | ------------------ | ----------------------------------------------------------- | ------------------------------- |
| Ehem. Steinbruch auf dem Hesselberg NE von Gerolfingen           | weitere Bilder | 571A001   | Gerolfingen Position                | Südwestliche Albrandregion  | Der Steinbruch auf dem Hesselberg erschließt die Grenze zwischen Malm Gamma und Beta und ist reich an Fossilien. | 5000 100 × 50            | Typ: Schichtfolge, Tierische Fossilien Art: Kalkstein                                                                         | Steinbruch                     | wertvoll           | Landschaftsschutzgebiet, FFH-Gebiet                         | Bayerns schönste Geotope Nr. 28 |
| Steinbruch NE von Wittelshofen                                   |                | 571A002   | Wittelshofen Position               | Südwestliche Albrandregion  | Im Steinbruch ist die Schichtfolge Posidonienschiefer / Jurensismergel / Opalinuston aufgeschlossen. Der Aufschluss ist eingezäunt, um den Raubbau an Fossilien zu verhindern. Es sind Informationstafeln aufgestellt. Außerhalb des Zauns sind ebenfalls fossilreiche Posidonienschiefer-Bruchstücke zu finden. | 10000 200 × 50           | Typ: Schichtfolge, Tierische Fossilien Art: Tonstein                                                                          | Lehmgrube/Tongrube/Mergelgrube | wertvoll           | Naturdenkmal, Landschaftsschutzgebiet                       |                                 |
| Ehemaliger Steinbruch SSE von Illenschwang                       |                | 571A003   | Wittelshofen Position               | Südwestliche Albrandregion  | Ehemaliger Steinbruch am Rand einer Bauschuttdeponie, der die Grenze zwischen Arietensandstein und Angulatensandstein aufschließt. Der Angulatensandstein hier ist reich an rundgeformten Konkretionen, die lokal Schwedenkugeln genannt werden. | 1200 40 × 30             | Typ: Schichtfolge Art: Sandstein                                                                                              | Steinbruch                     | wertvoll           | Naturdenkmal                                                |                                 |
| Ehem. Steinbruch SE von Wilburgstetten                           |                | 571A004   | Weiltingen Position                 | Südwestliche Albrandregion  | Ehemaliger Bruch im Arietensandstein, heute fast ganz verwachsen. | 10000 100 × 100          | Typ: Gesteinsart Art: Sandstein                                                                                               | Steinbruch                     | wertvoll           | Naturdenkmal                                                |                                 |
| Ehemalige Sandgrube NE von Winden                                |                | 571A005   | Leutershausen Position              | Sandsteinkeuperregion       | Ehemalige Sandgrube bei Winden, an deren Aufschlusswand sedimentäre Strukturen im Blasensandstein deutlich erkennbar sind. | 40 20 × 2                | Typ: Gesteinsart Art: Sandstein                                                                                               | Kiesgrube/Sandgrube            | bedeutend          | Landschaftsbestandteil, Landschaftsschutzgebiet, Naturpark  |                                 |
| Ehemaliger Steinbruch NW von Vorbach                             |                | 571A006   | Rothenburg ob der Tauber Position   | Östliche Fränkische Platten | Der Steinbruch bei Vorbach ermöglicht einen Einblick in die Gesteinsabfolge des Oberen Muschelkalks am Übergang zur Quaderkalkfazies. | 15000 150 × 100          | Typ: Gesteinsart Art: Kalkstein                                                                                               | Steinbruch                     | wertvoll           | FFH-Gebiet, Vogelschutzgebiet, Naturpark                    |                                 |
| Gipsbruch SSE von Endsee                                         | weitere Bilder | 571A007   | Steinsfeld Position                 | Gipskeuperregion            | Im Gipsbruch sind die Unteren Myophorienschichten aufgeschlossen, er gehört zu den „100 Schönsten Geotopen Bayerns“. Über Grundgips (7 m) folgen Mergelbänke und Gipslagen. Haunschild beschrieb hier die Bleiglanzbank als hellgraue, fossilfreie Steinmergellage mit Kalkspatdrusen. | 16000 200 × 80           | Typ: Gesteinsart, Stollen, Karren/-felder, Falte/Mulde/Sattel Art: Gips, Tonstein                                             | Steinbruch                     | bedeutend          | Landschaftsbestandteil, Landschaftsschutzgebiet, FFH-Gebiet | Bayerns schönste Geotope Nr. 10 |
| Mergelgrube N von Cadolzhofen                                    |                | 571A008   | Windelsbach Position                | Gipskeuperregion            | In der Mergelgrube nördlich von Cadolzhofen sind Estherienschichten aufgeschlossen. Das Gestein besteht überwiegend aus dunkelgrauen Tonen und Mergeln mit weißen Gipsschnüren. | 3000 150 × 20            | Typ: Gesteinsart Art: Mergelstein                                                                                             | Lehmgrube/Tongrube/Mergelgrube | wertvoll           | Naturschutzgebiet, Landschaftsschutzgebiet, FFH-Gebiet      |                                 |
| Ehemalige Tongrube N von Burghausen                              |                | 571A009   | Windelsbach Position                | Gipskeuperregion            | In der ehemaligen Tongrube nördlich von Burghausen sind überwiegend graue bis grünschwarze Tonsteine und Mergel der Estherienschichten erschlossen. Im unteren Bereich sind gelegentlich Gipslagen eingeschaltet. | 3000 100 × 30            | Typ: Gesteinsart Art: Tonmergelstein                                                                                          | Lehmgrube/Tongrube/Mergelgrube | bedeutend          | Landschaftsbestandteil, Landschaftsschutzgebiet, Naturpark  |                                 |
| Ehem. Tongrube NE von Bellershausen                              |                | 571A010   | Diebach Position                    | Gipskeuperregion            | In der Tongrube bei Bellershausen ist die Grenze zwischen Myophorien- und Estherienschichten aufgeschlossen. | 3000 100 × 30            | Typ: Schichtfolge Art: Tonstein                                                                                               | Lehmgrube/Tongrube/Mergelgrube | bedeutend          | Landschaftsschutzgebiet, Naturpark                          |                                 |
| Ehemalige Tongrube N von Gastenfelden                            |                | 571A011   | Buch am Wald Position               | Gipskeuperregion            | In der ehemaligen Tongrube bei Gastenfelden ist am Aufschluss in den Lehrberg-Schichten eine Abschiebung von ca. 150 cm zu erkennen. | 4000 200 × 20            | Typ: Gesteinsart, Störung Art: Tonmergelstein                                                                                 | Hanganriss/Felswand            | wertvoll           | Naturschutzgebiet, Landschaftsschutzgebiet, FFH-Gebiet      |                                 |
| Straßenaufschluss N von Seitendorf                               |                | 571A012   | Heilsbronn Position                 | Sandsteinkeuperregion       | Der Straßenaufschluss bei Seitendorf zeigt die Typlokalität der Seitendorfer Zwischenschichten. Laut Fuchs (1959) ist das eine Blasensandsteinfolge, in der Sandstein- und Lettenlagen sich abwechseln. | 150 50 × 3               | Typ: Standard-/Referenzprofil Art: Sandstein                                                                                  | Böschung                       | wertvoll           | Naturdenkmal                                                |                                 |
| Ehemalige Mergelgrube SW von Auerbach                            |                | 571A013   | Colmberg Position                   | Sandsteinkeuperregion       | Im verwachsenen Teil der Mergelgrube von Auerbach war früher die „Frommetsfeldener Verwerfung“ aufgeschlossen, an der Lehrbergschichten an Schilfsandstein grenzen. Heute sind nur Lehrbergschichten erkennbar, 2010 war nur noch der nördliche Teil erhalten. Der Rest ist vollständig zugewachsen und teils rekultiviert. | 40 20 × 2                | Typ: Störung, Gesteinsart Art: Mergelstein                                                                                    | Lehmgrube/Tongrube/Mergelgrube | wertvoll           | Naturdenkmal, Landschaftsschutzgebiet, Naturpark            |                                 |
| Ehemalige Sandgrube NE von Rühlingstetten                        |                | 571A014   | Wilburgstetten Position             | Südwestliche Albrandregion  | Ehemalige Sandgrube bei Rühlingstetten, in der weiße bis rötliche, überwiegend unverfestigte Sandsteine mit kaolinisierten Feldspäten aus dem Oberen Burgsandstein aufgeschlossen sind. | 10000 100 × 100          | Typ: Gesteinsart Art: Sandstein                                                                                               | Hanganriss/Felswand            | bedeutend          | Naturdenkmal                                                |                                 |
| Schlucht SE von Schlierberg                                      |                | 571A015   | Ehingen Position                    | Südwestliche Albrandregion  | Im Tälchen des Kesselbachs ist die komplette Schichtenfolge des Hettangium (Psilonatenschicht, Angulatensandstein) aufgeschlossen. Am oberen Bachlauf sind die Aufschlüsse gut erreichbar, aber teilweise von Schuttablagerungen bedeckt. Der untere Bachlauf ist stark zugewachsen. Ein Teil der Aufschlüsse ist fossilreich. | 15000 150 × 100          | Typ: Gesteinsart, Bach-/Flusslauf Art: Sandstein                                                                              | Prallhang/Flussbett/Bachprofil | wertvoll           | Naturdenkmal                                                |                                 |
| Tongrube NNE von Schwand                                         |                | 571A016   | Leutershausen Position              | Gipskeuperregion            | In der Tongrube bei Schwand sind die Lehrbergschichten aufgeschlossen. Sie sind hier bis zu 10 m mächtig, ihre Bänke auf bis zu 100 m Länge gut erkennbar. Die Grube wird von der Stadt Leutershausen genutzt. | 2000 100 × 20            | Typ: Gesteinsart Art: Mergelstein                                                                                             | Lehmgrube/Tongrube/Mergelgrube | wertvoll           | Landschaftsschutzgebiet, Naturpark                          |                                 |
| Blasensandstein-Aufschluss bei Rüdern                            |                | 571A017   | Dietenhofen Position                | Sandsteinkeuperregion       | Bei Rüdern ist schräggeschichteter Blasensandstein in Wechselfolge mit Tonsteinen aufgeschlossen. | 80 20 × 4                | Typ: Sedimentstrukturen, Gesteinsart Art: Sandstein, Tonstein                                                                 | Böschung                       | wertvoll           | Naturpark                                                   |                                 |
| Doggeraufschluss am Hesselberg NW von Wittelshofen               |                | 571A018   | Gerolfingen Position                | Südwestliche Albrandregion  | Im mittleren Teil des geologischen Lehrpfades am Hesselberg erschließt ein kleiner Schurf den etwa 1 m mächtigen Kalksandstein des Dogger Gamma samt den über- und unterlagernden Schichten. Informationstafeln weisen auf die Fossilien im Kalksandstein hin. | 12 6 × 2                 | Typ: Schichtfolge Art: Sandstein, Mergelstein                                                                                 | Schurf                         | wertvoll           | Landschaftsschutzgebiet, FFH-Gebiet                         |                                 |
| Burgsandstein-Aufschluss NE von Fürnheim                         |                | 571A019   | Wassertrüdingen Position            | Südwestliche Albrandregion  | Am Aufschluss bei Fürnheim ist grobkörniger, schräggeschichteter Oberer Burgsandstein mit zahlreichen Tonsteingeröllen zu sehen. | 200 40 × 5               | Typ: Sedimentstrukturen, Gesteinsart Art: Sandstein, Kies                                                                     | Böschung                       | wertvoll           | kein Schutzgebiet                                           |                                 |
| Straßenaufschluss SSE von Oberoestheim                           |                | 571A021   | Diebach Position                    | Gipskeuperregion            | Hohe Strassenböschung bei Oberoestheim, an der gipsführende Estherienschichten aufgeschlossen sind. Wegen des gegenüberliegenden Parkplatzes für guter Exkursionen gut erreichbar. | 250 50 × 5               | Typ: Gesteinsart Art: Mergel, Gips                                                                                            | Böschung                       | wertvoll           | Landschaftsschutzgebiet, Naturpark                          |                                 |
| Gipskarstquelle Bodenloses Loch                                  | weitere Bilder | 571Q002   | Diebach Position                    | Gipskeuperregion            | Die Karstquelle Bodenloses Loch SW von Unteroestheim liegt im Bereich des Grundgipses. Es handelt sich um einen etwa 15 m breiten Quelltopf mit einer Tiefe von ca. 6 m. | 300 20 × 15              | Typ: Verengungsquelle Art: Gips                                                                                               | kein Aufschluss                | wertvoll           | Naturdenkmal, Landschaftsschutzgebiet, Naturpark            | Bayerns schönste Geotope Nr. 40 |
| Hangrutsch W von Obergailnau                                     | weitere Bilder | 571R002   | Wettringen Position                 | Gipskeuperregion            | Im Februar 1958 kam es westlich von Obergailnau unterhalb des Schloßbergs zu einem Bergrutsch. Dabei rutschte eine etwa 120 m lange und 20 m breite Scholle aus Schilfsandstein ca. 10 m ab. Der Schilfsandstein ist stark geklüftet, weshalb versickerndes Wasser die darunterliegenden Estherien- und Myophorienschichten durchfeuchtete, die dann als Gleitfläche dienten. | 7500 150 × 50            | Typ: Rutschung, Gesteinsart Art: Tonstein                                                                                     | Hanganriss/Felswand            | wertvoll           | Naturdenkmal, Landschaftsschutzgebiet, FFH-Gebiet           |                                 |
| Malmkalkscholle Turtelberg W von Ostheim                         |                | 571R003   | Wassertrüdingen Position            | Südwestliche Albrandregion  | Markante kleine Kuppe westlich von Ostheim aus Malmkalk auf Bunter Brekzie. Die Kalkscholle wurde durch das Ries-Ereignis an diesen Ort geschleudert. | 400 20 × 20              | Typ: Auswurfmaterial (Impakt) Art: Kalkstein                                                                                  | Hanganriss/Felswand            | besonders wertvoll | kein Schutzgebiet                                           |                                 |
| Doline N von Bettenfeld                                          |                | 571R004   | Rothenburg ob der Tauber Position   | Östliche Fränkische Platten | Ponordoline nördlich von Bettenfeld, die nur zeitweise aktiv ist. Sie befindet sich im Unteren Keuper, im Untergrund liegt verkarsteter Muschelkalk. | 80 10 × 8                | Typ: Doline Art: Tonstein, Kalkstein                                                                                          | kein Aufschluss                | wertvoll           | Naturpark                                                   |                                 |
| Schichtstufe NE von Rathsberg                                    | weitere Bilder | 562R001   | Bubenreuth Position                 | Nördliche Albrandregion     | Markante Schichtstufe des Rhätolias-Sandsteins bei Rathsberg. Im Süden zerfällt die Stufe in viele kleine Kuppen und Tälchen. Im Norden Aufschluss des Profils an einer zehn Meter hohen Felswand. Unterhalb liegt ein Felssturz mit großen Sandsteinblöcken. | 200000 2000 × 100        | Typ: Schichtstufe, Schichtfolge Art: Sandstein, Tonstein                                                                      | Hanganriss/Felswand            | wertvoll           | Naturschutzgebiet, Landschaftsschutzgebiet                  |                                 |
| Ehem. Sandsteinbrüche am Hinteren Giesberg E von Dechsendorf     | weitere Bilder | 572A001   | Mark Position                       | Sandsteinkeuperregion       | Mehrere alte Steinbrüche im Mittleren Burgsandstein bei Dechsendorf. Die Wände werden teilweise zum Klettern genutzt. | 250000 500 × 500         | Typ: Gesteinsart Art: Sandstein                                                                                               | Steinbruch                     | bedeutend          | Landschaftsschutzgebiet, Vogelschutzgebiet                  |                                 |
| Ehemalige Tongrube N von Marloffstein                            | weitere Bilder | 572A002   | Marloffstein Position               | Nördliche Albrandregion     | Stillgelegte Tongrube im Lias Delta mit zahlreichen Fossilien, z. B. pyritisierten Cephalopoden. In Toneisensteinknollen sind auch Schwerspat, Bleiglanz, Schwefelkies und Zinkblende zu finden. | 112500 450 × 250         | Typ: Standard-/Referenzprofil, Tierische Fossilien Art: Tonmergelstein                                                        | Lehmgrube/Tongrube/Mergelgrube | besonders wertvoll | kein Schutzgebiet                                           |                                 |
| Aufschluss bei der Wunderburg E von Marloffstein                 | weitere Bilder | 572A003   | Marloffstein Position               | Nördliche Albrandregion     | Alter Steinbruch im Rhätsandstein, an seiner Westseite mit Pflanzentonen. Im oberen Teil ist stellenweise Arietensandstein erschlossen. | 700 70 × 10              | Typ: Schichtfolge Art: Sandstein                                                                                              | Steinbruch                     | bedeutend          | kein Schutzgebiet                                           |                                 |
| Ehem. Sandgrube W von Kleinseebach                               |                | 572A004   | Möhrendorf Position                 | Sandsteinkeuperregion       | Ehemalige Sandgrube im Burgsandstein und seinem Basisletten. Lockerer Sandstein mit Quarzkieseln und Sandsteingeröllen. | 37500 250 × 150          | Typ: Gesteinsart Art: Sand | Kiesgrube/Sandgrube            | bedeutend          | Vogelschutzgebiet                                           |                                 |
| Lias-Aufschluss im Teufelsgraben S von Oedhof                    | weitere Bilder | 572A005   | Eckental Position                   | Nördliche Albrandregion     | Aufschluss von Gesteinen des Lias Delta und Epsilon auf ca. 50 m Länge. Von unten nach oben: ca. 1,3 m Lias Epsilon, die Amaltheenton-Formation (Lias Delta), ca. 0,4 m Mergelschiefer mit kalkigen Siemensi-Knollen, drei je ca. 10 cm mächtige Kalkbänke getrennt durch ebenso mächtige Lagen Mergelschiefer, weitere 30 cm Kalkmergelschiefer, 5 cm dicker fossilienreicher Mergelkalk (sogenanntes Belemnitenschlachtfeld). | 150 50 × 3               | Typ: Schichtfolge, Tierische Fossilien Art: Tonstein, Mergelstein                                                             | Prallhang/Flussbett/Bachprofil | wertvoll           | kein Schutzgebiet                                           |                                 |
| Schlucht Teufelsbadstube SW von Kalchreuth                       | weitere Bilder | 572R001   | Kalchreuther Forst Position         | Nördliche Albrandregion     | Schlucht im Rhätsandstein. An einem Wasserfall gute Aufschlüsse, ansonsten stark verwachsen. | 37500 500 × 75           | Typ: Schlucht, Gesteinsart Art: Sandstein                                                                                     | Prallhang/Flussbett/Bachprofil | bedeutend          | Landschaftsbestandteil, Vogelschutzgebiet                   |                                 |
| Gründlach (Bachbett) SW von Heroldsberg                          | weitere Bilder | 572R002   | Kalchreuther Forst Position         | Sandsteinkeuperregion       | Mäander, Prall- und Gleithänge der Gründlach im natürlichen Zustand. | 150000 1000 × 150        | Typ: Mäander, Bach-/Flusslauf, Prallhang Art: Schluff, Sand                                                                   | Prallhang/Flussbett/Bachprofil | bedeutend          | Landschaftsbestandteil, Vogelschutzgebiet                   |                                 |
| Ehem. Steinbrüche im Fürther Stadtwald W von Fürth               | weitere Bilder | 563A001   | Fürth Position                      | Sandsteinkeuperregion       | Der Untere Burgsandstein ist in den noch verhandenen Aufschlüssen in der Nürnberger Fazies erschlossen. Diese besteht aus mittel- bis grobkörnigen Sandsteinen, die zum Teil nur wenig verwitterungsbeständig sind. Die teilweise sehr dicken Sandsteinbänke zeigen Schrägschichtung und weisen Schrämmspuren auf. | 10000 100 × 100          | Typ: Gesteinsart Art: Sandstein                                                                                               | Steinbruch                     | bedeutend          | Naturdenkmal, Landschaftsschutzgebiet, FFH-Gebiet           |                                 |
| Ehemalige Tongrube E von Langenzenn                              |                | 573A001   | Langenzenn Position                 | Sandsteinkeuperregion       | Aufgeschlossen sind Steinmergelbänke und ein rotes Lettenpaket in den Lehrbergschichten. Im Umfeld des Geotops liegen mehrere Tongruben, die teilweise noch betrieben werden und teils durch Nachfolgenutzungen unterzugehen drohen. Bei einer Befahrung 2010 war das Geotop vollständig zugewachsen und das Gestein nur in Erosionsrinnen erkenntlich. | 2000 100 × 20            | Typ: Schichtfolge Art: Tonmergelstein                                                                                         | Hanganriss/Felswand            | bedeutend          | kein Schutzgebiet                                           |                                 |
| Ehem. Steinbrüche am Druidenstein SE von Keidenzell              |                | 573A002   | Langenzenn Position                 | Sandsteinkeuperregion       | Mehrere historische Sandsteinbrüche im Mittleren Burgsandstein, der hier auch uranhaltige Aktivarkosen beinhaltet. In der Nähe erinnert ein Gedenkstein an die ehemals vorhandene Felsformation. | 1000 50 × 20             | Typ: Gesteinsart Art: Sandstein                                                                                               | Steinbruch                     | bedeutend          | kein Schutzgebiet                                           |                                 |
| Verwerfung bei Banderbach                                        |                | 573A003   | Zirndorf Position                   | Sandsteinkeuperregion       | Die künstliche Böschung am nordöstlichen Ortsrand erschließt wenig verfestigte Ton- und Sandsteine im Blasensandstein. Als Besonderheit sind hier mehrere Störungsflächen zu erkennen. Zwischen zwei eng beieinander liegenden, nach Nordosten einfallenden Störungen wurde eine kleine Scholle etwa drei Meter gehoben. Eine Infotafel erläutert die Geologie am Aufschluss. | 30 15 × 2                | Typ: Störung, Gesteinsart Art: Sandstein, Tonstein                                                                            | Böschung                       | wertvoll           | Naturdenkmal                                                |                                 |
| Östlicher Steinbruch WNW von Obernzenn                           | weitere Bilder | 575A002   | Illesheim Position                  | Gipskeuperregion            | Aufgeschlossen ist ein roter bis brauner Schilfsandstein mit Roteisensteinknollen, Kieselhölzern und Sedimentstrukturen. | 6250 125 × 50            | Typ: Gesteinsart, Sedimentstrukturen Art: Sandstein                                                                           | Steinbruch                     | bedeutend          | Landschaftsschutzgebiet, FFH-Gebiet, Naturpark              |                                 |
| Ehem. Schilfsandsteinbruch NW von Obernesselbach                 |                | 575A003   | Neustadt an der Aisch Position      | Gipskeuperregion            | Es handelt sich um einen der größten und noch am besten erhaltenen Schilfsandsteinbrüche im Landkreis. Er liegt in der oberen Hälfte der Schilfsandstein-Schichten, die hier in der so genannten Flutbildung vorliegen. Er zeigt viele Einzelheiten, die Hinweise auf die Bildung des Schilfsandsteins geben (z. B. Breschenlagen mit Gleitfaltung). Der Bruch besitzt auch einen geschichtlichen Wert, da in den umliegenden Dörfern zahlreiche Gebäude aus dem Material dieses Bruches errichtet wurden. | 32500 250 × 130          | Typ: Sedimentstrukturen, Steinbruch/Grube, Gesteinsart Art: Sandstein                                                         | Steinbruch                     | wertvoll           | Landschaftsschutzgebiet, Vogelschutzgebiet, Naturpark       |                                 |
| Ehem. Schilfsandsteinbruch SW von Humprechtsau                   |                | 575A004   | Markt Nordheim Position             | Gipskeuperregion            | In diesem Steinbruch findet man Negative von verkieselten primitiven Nadelholzgewächsen aus dem Erdmittelalter. Der Bruch liegt in der unteren Hälfte der Schilfsandsteinschichten in der so genannten Flutbildung. | 15000 300 × 50           | Typ: Pflanzliche Fossilien, Steinbruch/Grube, Sedimentstrukturen, Gesteinsart Art: Sandstein                                  | Steinbruch                     | besonders wertvoll | Landschaftsschutzgebiet, Vogelschutzgebiet, Naturpark       |                                 |
| Gipsbruch am Häfringsberg bei Wüstphül                           |                | 575A006   | Markt Nordheim Position             | Gipskeuperregion            | Der Gipsbruch am Häfringsberg ist noch gut erhalten. Es handelt sich um die Fortsetzung eines Entwässerungsgrabens der weiter westlich liegenden Felder (Subrosionswanne!). | 1500 50 × 30             | Typ: Gesteinsart, Graben, Kanal Art: Gips                                                                                     | Steinbruch                     | wertvoll           | FFH-Gebiet, Naturpark                                       |                                 |
| Ehemaliger Gipsbruch Katzenloch bei Bad Windsheim                | weitere Bilder | 575A007   | Bad Windsheim Position              | Gipskeuperregion            | Der ehemalige Bruch vermittelt einen guten Einblick in die Schichtenfolge des Grundgipses. Das Gestein wurde auch zum Hausbau verwendet, beispielsweise wurde das Rathaus in Bad Windsheim aus unter dem Handelsnamen bekannten Bad Windsheimer Gips gebaut. Das Gelände ist umzäunt. | 25000 200 × 125          | Typ: Standard-/Referenzprofil Art: Gips                                                                                       | Steinbruch                     | wertvoll           | Landschaftsbestandteil, Naturpark                           |                                 |
| Aufschlusswand im Hohlweg S von Unterntief                       |                | 575A008   | Bad Windsheim Position              | Gipskeuperregion            | Der Aufschluss liegt im mittleren Teil der Myophorienschichten. Die fehlende Bleiglanzbank wird durch eine 0,30 m mächtige schiefrige Gipslage vertreten. | 400 40 × 10              | Typ: Schichtfolge Art: Tonstein, Gips                                                                                         | Böschung                       | bedeutend          | Landschaftsschutzgebiet, Naturpark                          |                                 |
| Hangaufschluss N von Unternesselbach                             |                | 575A009   | Neustadt an der Aisch Position      | Gipskeuperregion            | Im Hangaufschluss bei Unternesselbach ist die Grenze zwischen mittleren Estherienschichten zum hangenden Schilfsandstein aufgeschlossen. Sie ist durch eine Breschenlage aus residimentierten, meist eckigen Feinsandstein- und Schluffsteinbrocken gekennzeichnet. | 1500 75 × 20             | Typ: Schichtfolge Art: Tonstein, Sandstein                                                                                    | Böschung                       | bedeutend          | Naturpark                                                   |                                 |
| Austernriff bei Langensteinach                                   |                | 575A015   | Uffenheim Position                  | Östliche Fränkische Platten | Das Austernriff im Oberen Hauptmuschelkalk ist als geschützter Landschaftsbestandteil ausgewiesen. Es ist als Exkursionspunkt in zahlreichen Publikationen erwähnt. In die ansonsten gut gebankten Kalke ist ein etwa 3 m breiter und 2 m hoher Riffkörper eingelagert, der beinahe vollständig aus Austernschalen (Placunopsis) besteht. Die Austern, die sich durch die dichte Besiedelung gegenseitig im Wachstum behinderten, sind nur etwa 1 cm groß. | 400 40 × 10              | Typ: Standard-/Referenzprofil, Tierische Fossilien Art: Kalkstein                                                             | Steinbruch                     | besonders wertvoll | Landschaftsbestandteil, Naturpark                           |                                 |
| Ehemalige Tongrube SE von Gunzendorf                             |                | 575A017   | Emskirchen Position                 | Sandsteinkeuperregion       | Der weitgehend verfallene Aufschluss erschloss den oberen Teil der Lehrberschichten bis zur ersten Grenzbank des Blasensandsteins. | 1000 50 × 20             | Typ: Schichtfolge Art: Tonstein, Sandstein                                                                                    | Lehmgrube/Tongrube/Mergelgrube | geringwertig       | Landschaftsschutzgebiet                                     |                                 |
| Ehemaliger Steinbruch NE von Scheinfeld                          |                | 575A018   | Scheinfeld Position                 | Sandsteinkeuperregion       | Der anstehende Fels ist überwiegend dünnbankig und z. T. schieferig entwickelt, augenfällig sind auch sedimentäre Strukturen (Schrägschichtung). Es handelt sich um eine typische Rinnenbildung, da 75 m westlich in Höhe der Oberkante des Bruches Estherienschichten anstehen! An der westlichen Bruchwand sind kohlige Lagen mit Pflanzenhäckseln aufgeschlossen. | 2500 50 × 50             | Typ: Gesteinsart, Pflanzliche Fossilien, Sedimentstrukturen Art: Sandstein                                                    | Steinbruch                     | wertvoll           | Naturpark                                                   |                                 |
| Hohlweg und ehem. Steinbruch SE von Nenzenheim                   |                | 575A019   | Sugenheim Position                  | Gipskeuperregion            | Über der Verebnung des Acrodus-Corbula-Horizontes beginnt in Höhe des Judensees der steile Anstieg durch die Estherienschichten, die von der Rinnenfüllung des Schilfsandsteins überdacht werden. Im Hohlweg (Steinbruchweg) sind die typischen Merkmale des Schilfsandsteins, wie Rippelmarken, Schrägschichtung und Winkeldiskordanzen zu erkennen. | 50000 500 × 100          | Typ: Gesteinsart, Sedimentstrukturen Art: Sandstein                                                                           | Böschung                       | bedeutend          | Landschaftsschutzgebiet, FFH-Gebiet, Vogelschutzgebiet      |                                 |
| Ehemaliger Steinbruch W von Birnbaum                             |                | 575A021   | Gerhardshofen Position              | Sandsteinkeuperregion       | Die stark vergruste Wand zeigt den unteren Teil des Unteren Burgsandsteins. Jenseits der Straße streichen die Basisletten des Unteren Burgsandsteins aus. Am Fuß der Bruchwand liegt eine kleine Höhle. | 150 15 × 10              | Typ: Schichtfolge, Stollen Art: Sandstein                                                                                     | Steinbruch                     | bedeutend          | kein Schutzgebiet                                           |                                 |
| Straßenanschnitt SW von Uehlfeld                                 |                | 575A022   | Uehlfeld Position                   | Sandsteinkeuperregion       | Dieser Straßenaufschluss eignet sich für eine Unterschutzstellung des sonst schlecht aufgeschlossenen Blasensandsteins, da er im Zuge von Mäharbeiten immer wieder freigestellt wird. | 500 50 × 10              | Typ: Gesteinsart Art: Sandstein                                                                                               | Böschung                       | bedeutend          | Naturpark                                                   |                                 |
| Schilfsandsteinbruch NNE von Oberaltenbernheim                   |                | 575A024   | Obernzenn Position                  | Sandsteinkeuperregion       | Aufgeschlossen ist rot- bis braun gefärbter massiger Schilfsandstein, der im Hangenden in die Lehrberschichten (Ansbacher Sandstein) übergeht. | 2000 100 × 20            | Typ: Schichtfolge Art: Sandstein, Tonmergelstein                                                                              | Steinbruch                     | wertvoll           | Landschaftsschutzgebiet, Naturpark                          |                                 |
| Ehem. Gipsbruch in Bad Windsheim Ost                             | weitere Bilder | 575A026   | Bad Windsheim Position              | Gipskeuperregion            | Der stillgelegte Gipsbruch liegt inmitten eines Neubaugebietes und wurde zu meinem Biotop umgewandelt. Die Abbauwände sind z. T. sehr gut erhalten und zeigen große Quellungsfalten. Der gut zugängliche Bruch bietet einen guten Exkursionspunkt. | 10000 200 × 50           | Typ: Falte/Mulde/Sattel, Gesteinsart Art: Gips                                                                                | Steinbruch                     | wertvoll           | Naturpark                                                   |                                 |
| Aufschluss ENE von Weimersheim                                   |                | 575A027   | Ipsheim Position                    | Sandsteinkeuperregion       | Knapp unter dem steilen Abbruch der Hochfläche ist hier Blasensandstein in teils toniger, teils sandiger Ausbildung aufgeschlossen. Die Sandsteinlagen enthalten neben Quarzgeröllen auch deformierte Gerölle von Tonmergeln bis ca. 2 cm Größe. Die Schichtgrenze zu den unterlagernden Lehrbergschichten liegt im untersten, stark verfallenen Teil des Profils. | 30 15 × 2                | Typ: Schichtfolge, Sedimentstrukturen Art: Tonstein, Sandstein                                                                | Böschung                       | bedeutend          | kein Schutzgebiet                                           |                                 |
| Ehemaliger Steinbruch Fingalshöhle WNW von Obernzenn             | weitere Bilder | 575G001   | Illesheim Position                  | Gipskeuperregion            | Der ehemalige Bruch diente 1806 mehrere Monate einem kaiserlich-französischen Regiment als Feldquartier. An den Wänden sind französische Inschriften, aber auch Namen von Seckendorffschen Familien eingemeißelt. Im geschützten Landschaftsbestandteil ist roter Schilfsandstein mit Roteisen-Steinknollen und Kieselhölzern (Rinnenfüllung) aufgeschlossen. Gegenüber der Fahrstraße liegt in einem Wäldchen ein alter Steinbruch mit Abbauspuren und Sedimentstrukturen im Sandstein. | 5000 100 × 50            | Typ: Steinbruch/Grube, Gesteinsart Art: Sandstein                                                                             | Steinbruch                     | besonders wertvoll | Landschaftsbestandteil, Bodendenkmal                        |                                 |
| Felsenkeller SSE von Marktbergel                                 |                | 575G002   | Marktbergel Position                | Gipskeuperregion            | Auf engem Raum befinden sich hier insgesamt 5 Eingänge zu unterirdischen Lagerräumen im Schilfsandstein. Drei davon sind massiv mit Gittern verschlossen, einer ist offen und ca. 15 m weit begehbar. Der tiefstgelegene ist etwa zur Hälfte mit Schlamm verfüllt, sein Portal trägt die Jahreszahl 1863. | 90 30 × 3                | Typ: Felsenkeller, Stollen Art: Sandstein                                                                                     | Felsenkeller                   | bedeutend          | Landschaftsschutzgebiet, FFH-Gebiet, Naturpark              |                                 |
| Gipshöhle Höllern S von Markt Nordheim                           | weitere Bilder | 575H001   | Markt Nordheim Position             | Gipskeuperregion            | Die Gänge des labyrinthischen Höhlensystems sind am Kluftsystem im Grundgips orientiert und zeigen die typischen Formen der Gipslösung. Je nach Grundwasserstand sind die tiefergelegenen Höhlenteile mehr oder weniger überschwemmt. | 450000 1250 × 360        | Typ: Karst-Horizontalhöhle, Erdfall Art: Gips                                                                                 | Höhle                          | besonders wertvoll | Naturschutzgebiet, Landschaftsschutzgebiet, FFH-Gebiet      |                                 |
| Quelltopf Walsbrunnen NE von Sontheim                            | weitere Bilder | 575Q001   | Illesheim Position                  | Gipskeuperregion            | Der Quelltopf befindet sich in den Myophorienschichten. Aufgrund der umgebenden landwirtschaftlichen Nutzung weist der Quelltopf einen starken Algenwuchs auf. | 28 7 × 4                 | Typ: Verengungsquelle Art: Gips                                                                                               | kein Aufschluss                | wertvoll           | Naturdenkmal, Landschaftsschutzgebiet, Naturpark            |                                 |
| Gipskarstquelle Häfeleinsbrunnen N von Bad Windsheim             | weitere Bilder | 575Q002   | Bad Windsheim Position              | Gipskeuperregion            | Die kleine Quelle (wenige l/s) entspringt in direkter Nachbarschaft mehrere Wasserfassungen. Die hohe elektrische Leitfähigkeit weist auf einen hohen Anteil an gelöstem Gips im Wasser hin. | 6 6 × 1                  | Typ: Verengungsquelle Art: Gips                                                                                               | kein Aufschluss                | bedeutend          | Naturpark                                                   |                                 |
| Ursprung der Aisch WSW von Illesheim                             | weitere Bilder | 575Q003   | Burgbernheim Position               | Gipskeuperregion            | Die gefasste Quelle am Rastplatz mit den zahlreichen Nebenaustritten in der näheren Umgebung stellen ein sehr bedeutendes Gipskarst-Quellgebiet dar. | 12000 300 × 40           | Typ: Verengungsquelle Art: Gips                                                                                               | kein Aufschluss                | bedeutend          | kein Schutzgebiet                                           |                                 |
| Sandheidehügel WNW von Obernzenn                                 | weitere Bilder | 575R001   | Illesheim Position                  | Gipskeuperregion            | Der Sandheidehügel ist ein Härtling, der aus Schilfsandstein besteht. Am Ostende des Hügels wurde dieser auch abgebaut. | 2250 75 × 30             | Typ: Härtling Art: Sandstein                                                                                                  | Hanganriss/Felswand            | wertvoll           | Naturdenkmal, Landschaftsschutzgebiet, Naturpark            |                                 |
| Erdfall am Häfringsberg SE von Wüstphül                          |                | 575R003   | Markt Nordheim Position             | Gipskeuperregion            | Es handelt sich um einen aktiven Erdfall über einem Karstsystem im Grundgips. Mehrere kleine Erdfälle sind über den Hügel verteilt. Kleinere Höhlen sind erforscht. | 100 10 × 10              | Typ: Erdfall Art: Tonmergelstein                                                                                              | sonstiger Aufschluss           | wertvoll           | Naturdenkmal, Landschaftsschutzgebiet, FFH-Gebiet           |                                 |
| Külsheimer Hirtenhügel NE von Külsheim                           |                | 575R004   | Ipsheim Position                    | Gipskeuperregion            | Kleines, nicht landwirtschaftlich genutztes Areal. Die wellige Oberfläche entstand durch Auslaugung von Grundgips. | 20000 200 × 100          | Typ: Subrosionslandschaft, Doline Art: Gips                                                                                   | kein Aufschluss                | bedeutend          | Naturdenkmal, FFH-Gebiet, Naturpark                         |                                 |
| Gipshügel Sieben Buckel W von Krautostheim                       | weitere Bilder | 575R005   | Markt Nordheim Position             | Gipskeuperregion            | Die Gipshügel Sieben Buckel stellen eine Dolinenlandschaft im Grundgips mit zahlreichen kleinen Höhlen dar. Nördlich davon befindet sich die Gipshöhle Höllern, ein verzweigtes Höhlensystem, das knapp unter der Oberfläche liegt und das Kluftmuster im Grundgips nachzeichnet (ca. 360 × 1250 m Fläche). | 150000 500 × 300         | Typ: Subrosionslandschaft, Doline, Karst-Horizontalhöhle Art: Gips                                                            | sonstiger Aufschluss           | besonders wertvoll | Naturschutzgebiet, Landschaftsschutzgebiet, FFH-Gebiet      |                                 |
| Erdfall am Hundsrücken NW von Berolzheim                         |                | 575R006   | Bad Windsheim Position              | Gipskeuperregion            | Der relativ steile aktive Erdfall wird bereits von Emmet (1969) erwähnt. Er liegt inmitten eines Feldes und ist offen, obwohl zumindest in geringem Masse eine Verfüllung (Maishäcksel, Ziegelbruch etc.) erfolgt. | 64 8 × 8                 | Typ: Erdfall Art: Tonstein, Gips                                                                                              | Doline/Erdfall                 | bedeutend          | Naturpark                                                   |                                 |
| Bachversickerung SE von Burgbernheim                             |                | 575R007   | Burgbernheim Position               | Gipskeuperregion            | Ein kleines Tälchen endet blind in einer großen, etwa 10 m tiefen Wiesenmulde mit einer kleinen Ponordoline. Gips und Tonsteine der Myophorienschichten stehen hier an. | 400 20 × 20              | Typ: Ponor Art: Gips | Hanganriss/Felswand            | wertvoll           | Landschaftsschutzgebiet, Naturpark                          |                                 |
| Ponordoline SW von Marktbergel                                   |                | 575R008   | Marktbergel Position                | Gipskeuperregion            | Ein breiter Zulaufgraben mit mehreren Senkungsfeldern mündet in eine tiefe Ponordoline mit anstehendem Grundgips. Es handelt sich um das größte derartige Objekt in diesem Gebiet. Der Zufluss beträgt zeitweise über 10 l/s. | 25000 250 × 100          | Typ: Doline, Ponor Art: Gips                                                                                                  | kein Aufschluss                | wertvoll           | Landschaftsschutzgebiet, Naturpark                          |                                 |
| Külsheimer Gipshügel SE von Erkenbrechtshofen                    | weitere Bilder | 575R009   | Bad Windsheim Position              | Gipskeuperregion            | Die Külsheimer Gipshügel ragen sanft über das Gelaende und sind in ein bis zwei Reihen angeordnet. | 62500 250 × 250          | Typ: Subrosionslandschaft Art: Gips                                                                                           | kein Aufschluss                | bedeutend          | Naturschutzgebiet, FFH-Gebiet, Naturpark                    |                                 |
| Zeugenberglandschaft ENE von Erkenbrechtshofen                   | weitere Bilder | 575R010   | Bad Windsheim Position              | Gipskeuperregion            | Die Zeugenberge Vorderer und Hinterer Berg treten um ca. 60 m überhöht deutlich aus der Windsheimer Bucht hervor. Die Basis liegt in den Myophorienschichten, die Deckschichten werden von den Estherienschichten gebildet. Das Gipfelplateau des West-Ost-gerichteten Doppelgipfels besteht aus der Acrodus-Corbula-Bank. | 1050000 1500 × 700       | Typ: Inselberg/Zeugenberg, Schichtfolge Art: Tonstein                                                                         | Felshang/Felskuppe             | wertvoll           | Landschaftsschutzgebiet, Naturpark                          |                                 |
| Quelltopf Königsbrunnen N von Schwebheim                         |                | 575Q004   | Burgbernheim Position               | Gipskeuperregion            | Der Quelltopf des Königsbrunnen liegt unterhalb des Schwarzenbuck bei Schwebheim und wird als Fischhälterung genutzt. Weiter östlich befinden sich weitere, teils gefasste Quellen, u. a. die rund 650 m entfernte Heil- und Mineralquelle Rangau-Quelle, sowie das aufgelassene Wasserschutzgebiet Wiebelsheim. Das bereits aufgrund seiner charakteristischen Färbung als stark mineralhaltig erkennbare Quellwasser stammt aus den Myophorienschichten, was erhöhte Sulfatkonzentrationen erklärt. Der Königsbrunnen speist den stark veränderten (begradigten) Flutgraben. Nur wenige Meter westlich des Quelltopfs befindet sich ein kleiner Rastplatz mit Sitzgruppe. | 125 25 × 5               | Typ: Verengungsquelle Art: Gips                                                                                               | kein Aufschluss                | bedeutend          | kein Schutzgebiet                                           |                                 |
| Maximiliansgrotte E von Krottensee (Schauhöhle)                  | weitere Bilder | 371H001   | Neuhaus an der Pegnitz Position     | Nördliche Frankenalb        | Im Frankendolomit ist ein weitläufig verzweigtes Etagensystem von Gängen, Kammern und Hallen ausgebildet. Es sind verschiedene Sinterbildungen vorhanden. Für die Öffentlichkeit finden hier seit 1852 Führungen statt. | 10400 130 × 80           | Typ: Karst-Schacht-&Horizontalhöhle Art: Dolomitstein                                                                         | Höhle                          | bedeutend          | Naturdenkmal, FFH-Gebiet, Naturpark                         |                                 |
| Straßeneinschnitt unterhalb des Rathauses in Burgthann           | weitere Bilder | 574A002   | Burgthann Position                  | Südwestliche Albrandregion  | Aufgeschlossen sind Sandsteine mit einer Mächtigkeit von 4 m. Die untere Hälfte wird den Rhätolias-Übergangsschichten zugeordnet, das Hangende besteht aus Arietensandstein (Lias alpha 3). | 375 75 × 5               | Typ: Schichtfolge Art: Sandstein                                                                                              | Böschung                       | bedeutend          | kein Schutzgebiet                                           |                                 |
| Ehemalige Tongrube E von Reichenschwand                          | weitere Bilder | 574A003   | Reichenschwand Position             | Nördliche Albrandregion     | Die Tongrube erschließt 8 m Amaltheenton. Besonders reichlich finden sich Toneisensteinknollen bis zu einer Größe von einigen Dezimetern. | 14400 120 × 120          | Typ: Gesteinsart, Tierische Fossilien Art: Tonstein                                                                           | Lehmgrube/Tongrube/Mergelgrube | wertvoll           | Naturpark                                                   |                                 |
| Ehemaliger Steinbruch N von Vorra                                |                | 574A006   | Vorra Position                      | Nördliche Frankenalb        | In dem alten Steinbruch erkennt man den Übergang von Werkkalken zu Schwammstotzen sowie lehmgefüllte Karstspalten. | 30000 250 × 120          | Typ: Gesteinsart, Karstschlot, Karstspalte Art: Kalkstein                                                                     | Steinbruch                     | bedeutend          | Landschaftsschutzgebiet, Naturpark                          |                                 |
| Ehemaliger Steinbruch NE von Schupf                              |                | 574A007   | Happurg Position                    | Mittlere Frankenalb         | Es handelt sich um den einzigen Steinbruch im Landkreis, in dem die fossilienreiche Malm Gamma Schichtfazies zugänglich ist. Der Bruch wird von Sportschützen als Schießstand genutzt. | 7000 100 × 70            | Typ: Gesteinsart, Tierische Fossilien Art: Kalkstein                                                                          | Steinbruch                     | bedeutend          | Landschaftsschutzgebiet, FFH-Gebiet                         |                                 |
| Steinbruch NE von Happurg                                        | weitere Bilder | 574A009   | Happurg Position                    | Mittlere Frankenalb         | In diesem Steinbruch ist nur noch die kurze Ost- und die Nordwand zugänglich, da der übrige Teil durch einen Schützenverein genutzt wird. | 4000 100 × 40            | Typ: Gesteinsart Art: Kalkstein                                                                                               | Steinbruch                     | geringwertig       | Landschaftsschutzgebiet, FFH-Gebiet                         |                                 |
| Ehemaliger Steinbruch NW von Hartmannshof                        | weitere Bilder | 574A010   | Pommelsbrunn Position               | Nördliche Frankenalb        | Im stillgelegten westlichen Teil des riesigen Steinbruchs Hartmannshof liegt ein Malm-Standardprofil vor. Im östlichen Teil des Bruches ist die Wiederaufnahme des Abbaus geplant. | 22500 300 × 75           | Typ: Standard-/Referenzprofil Art: Kalkstein                                                                                  | Steinbruch                     | besonders wertvoll | Naturpark                                                   |                                 |
| Ehemaliger Steinbruch NNW von Oberndorf                          |                | 574A011   | Simmelsdorf Position                | Nördliche Frankenalb        | Der Steinbruch ist durch ungenehmigte Verfüllungen gefährdet. | 15000 300 × 50           | Typ: Gesteinsart Art: Kalkstein                                                                                               | Steinbruch                     | bedeutend          | Landschaftsschutzgebiet, Naturpark                          |                                 |
| Böschung am Ludwig-Donau-Main-Kanal E von Dörlbach               | weitere Bilder | 574A012   | Burgthann Position                  | Südwestliche Albrandregion  | Die Kanalböschungen, insbesondere bei der Kanalbrücke, geben einen Einblick in die Schichtfolge des Unteren (Lias) bis Mittleren Jura (Dogger) von der Amaltheenton-Formation bis zur Opalinuston-Formation. Zur Zeit des Kanalbaus (1840–1841) war dies der erste Großaufschluss in diesen Gesteinen in Franken. Er bildet seither ein klassisches Referenzprofil. Hier wurden viele Fossilfunde gemacht, z. B. der bereits beim Kanalbau gefundene 1,6 m lange Schädel des Fischsauriers Temnodontosaurus. Nach Rutschungen 2005 und 2008 wurde die Böschung 2010–2012 aufwändig saniert. Die frischen Aufschlüsse gaben Anlass zu einer neuen wissenschaftlichen Untersuchung. Die Böschung liegt am Radwanderweg Nürnberg - Kelheim, der hier am Kanal entlang führt. | 15000 500 × 30           | Typ: Standard-/Referenzprofil, Tierische Fossilien, Schichtfolge, Sedimentstrukturen Art: Tonmergelstein                      | Böschung                       | besonders wertvoll | Landschaftsschutzgebiet                                     |                                 |
| Ehemaliger Steinbruch SW von Regelsmühle                         |                | 574A013   | Alfeld Position                     | Mittlere Frankenalb         | In dem aufgelassenen Steinbruch sind 2 Riffstotzen in den Schichtkalken des Unteren Malm aufgeschlossen. Der Bruch wurde bereits teilweise verfüllt. | 12500 250 × 50           | Typ: Sedimentstrukturen, Gesteinsart Art: Kalkstein                                                                           | Steinbruch                     | wertvoll           | Landschaftsschutzgebiet                                     |                                 |
| Ehemaliger Steinbruch SW von Oberrieden                          | weitere Bilder | 574A014   | Altdorf bei Nürnberg Position       | Mittlere Frankenalb         | Die Bruchwände sind hier teilweise verstürzt, was den Zugang zu den Aufschlüssen wesentlich erleichtert. | 1500 50 × 30             | Typ: Gesteinsart Art: Kalkstein                                                                                               | Steinbruch                     | geringwertig       | Landschaftsschutzgebiet                                     |                                 |
| Sandgruben und Dünen SW von Weißenbrunn                          | weitere Bilder | 574A016   | Winkelhaid Position                 | Südwestliche Albrandregion  | Das Gebiet westlich von Weißenbrunn ist durch großflächige Vorkommen von quartären Flugsanden gekennzeichnet, die teilweise von Terrassensanden unterlagert werden. Die Sande bilden langgestreckte, überwiegend Nord-Süd verlaufende Dünenzüge. Die Landschaft weist die für Flugsandgebiete typische Vegetation mit lichten Kiefernwäldern und Blaubeeren- bzw. Heidegebüsch auf. Früher wurden die Sande in vielen Gruben abgebaut, heute ist das Gebiet als Naturschutz- und teilweise als Wasserschutzgebiet ausgewiesen. Im Norden und Süden liegen zwei aufgelassene, sehr große Sandgruben. Diese bis 40 Meter tiefen Gruben weisen noch einige freie Sandflächen auf, die internen Sedimentstrukturen der Dünen und die Unterlagerung der Flugsande durch Terrassensande (mit Kleingeröllen) sind allerdings nicht mehr erkennbar. Das landschaftlich eindrucksvolle Gebiet ist durch einige Wege erschlossen. Im Westen führt ein ausgeschilderter Radweg vorbei (mit Einblick in die südliche Sandgrube), im Süden und Osten führt der Fränkische Dünenweg hindurch. | 1200000 1500 × 800       | Typ: Gesteinsart, Düne Art: Sand                                                                                              | Kiesgrube/Sandgrube            | wertvoll           | Naturschutzgebiet, Vogelschutzgebiet, Wasserschutzgebiet    |                                 |
| Aufschluss im Steingraben W von Engelthal                        | weitere Bilder | 574A017   | Engelthal Position                  | Südwestliche Albrandregion  | Aufgeschlossen sind über dem Amaltheenton die Kalkbänke des Lias Epsilon. | 1 2 × 0                  | Typ: Bach-/Flusslauf, Schichtfolge Art: Kalkstein                                                                             | Prallhang/Flussbett/Bachprofil | wertvoll           | Landschaftsschutzgebiet                                     |                                 |
| Ehem. Steinbruch ESE von Weißenbrunn                             | weitere Bilder | 574A018   | Leinburg Position                   | Mittlere Frankenalb         | Im aufgelassenen Steinbruch in der Flur Kesselgrub besteht einer der wenigen noch allgemein zugänglichen Aufschlüsse von Schwammkalken der Oxford-Schichten im südlichen Teil des Landkreises. Durch Verfall, Bewuchs und Teilverfüllung ist nur noch ein etwa sieben mal drei Meter großer Teil der Aufschlusswand einer oberen Abbaustrosse erhalten. Im Bereich des Top ist verwitterungsbedingte Scherbenbildung zu erkennen. Der Aufschluss liegt an einem überregionalen Wanderweg (Frankenweg). | 2500 50 × 50             | Typ: Gesteinsart Art: Kalkstein                                                                                               | Steinbruch                     | bedeutend          | Landschaftsschutzgebiet                                     |                                 |
| Felsenkeller S von Altdorf (Löwengrube bei Prackenfels)          | weitere Bilder | 574G001   | Altdorf bei Nürnberg Position       | Südwestliche Albrandregion  | Ursprünglich ein verwachsener Steinbruch, aus dem im 16. Jahrhundert der Sandstein für die Universitätsgebäude von Altdorf gebrochen wurde, wurde der Ort 100 Jahre später von Studenten wiederentdeckt und für fröhliche Festlichkeiten hergerichtet. Anfang des 19. Jahrhunderts schloss die Universität Altdorf und Altdorfer Bürger legten einen Bierkeller und eine Kegelbahn als Galerie an. Der große Felsenkeller bietet gute Aufschlüsse im Rhätolias-Sandstein, insbesondere mit inkohlten Hölzern. | 400 20 × 20              | Typ: Felsenkeller, Gesteinsart, Pflanzliche Fossilien Art: Sandstein                                                          | Felsenkeller                   | wertvoll           | Landschaftsschutzgebiet                                     |                                 |
| Rhätschlucht Teufelskirche SE von Weinhof                        | weitere Bilder | 574G002   | Altdorf bei Nürnberg Position       | Südwestliche Albrandregion  | Die Teufelskirche ist eine Rhätsandsteinschlucht mit einem Wasserfall am Anfang der Schlucht. Der Fall entstand am Kontakt der grobkörnigen, verwitterungsresistenten Arietensandsteinen mit den weicheren Rhätolias-Sandsteinen und Tonhorizonten. Schon in den Jahren 1525, 1600 und 1720 wurde ein Bergbau auf Kohle und Silber (in Schwefelkies) versucht. Urlichs (1966) berichtet von 6 m langen inkohlten Baumstämmen. | 35000 350 × 100          | Typ: Stollen, Pflanzliche Fossilien, Schichtfolge, Schlucht, Mineralien Art: Sandstein, Braunkohle                            | Tunnel/Stollen/Schacht         | besonders wertvoll | Naturdenkmal, Landschaftsschutzgebiet, FFH-Gebiet           |                                 |
| Ehem. Silbersandabbau Heidenloch N von Weißenbrunn               | weitere Bilder | 574G003   | Leinburg Position                   | Südwestliche Albrandregion  | In früheren Jahrhunderten war der sogenannte Silbersand (helle Partien im Doggersandstein) zum Scheuern von Holzböden und Tischen begehrt. Das Heidenloch ist der größte bekannte Abbauort dieses Materials. Der Zugang zu den unterirdischen Gängen ist nach einem Deckenabbruch (Abb. 4) durch ein Gitter versperrt. Das Heidenloch ist Fledermaus-Winterquartier. | 450 30 × 15              | Typ: Stollen Art: Sandstein                                                                                                   | Tunnel/Stollen/Schacht         | wertvoll           | Landschaftsschutzgebiet                                     |                                 |
| Schürfgrubenfeld am Moritzberg ENE von Diepersdorf               | weitere Bilder | 574G004   | Röthenbach an der Pegnitz Position  | Südwestliche Albrandregion  | Der Moritzberg ist ein von der Alb abgetrennter Zeugenberg. Von seiner Basis bis zum Gipfel ist die Schichtfolge vom oberen Keuper bis in den unteren Malm aufgeschlossen. Den Gipfel bildet ein Rest der Hochfläche der Frankenalb, der durch Steinbrüche (Schotter, Scheuerkalk) und Schürfgruben (vermutlich Bohnerze) stark durchwühlt ist. | 20000 200 × 100          | Typ: Pinge/nfeld, Inselberg/Zeugenberg, Schichtfolge Art: Kalkstein                                                           | Pinge                          | wertvoll           | Landschaftsschutzgebiet                                     |                                 |
| Felswohnung in Thalheim (E 80)                                   |                | 574G005   | Happurg Position                    | Mittlere Frankenalb         | Etwa vier Meter oberhalb der Staatsstraße befindet sich zwischen zwei Wohngebäuden ein in den Doggerstein gehauener, nicht mehr genutzter Felsenkeller. Das Objekt steht als Baudenkmal unter Schutz (Denkmal-Nr. D-5-74-128-60). | 10 5 × 2                 | Typ: Felsenkeller Art: Sandstein                                                                                              | Felsenkeller                   | bedeutend          | Denkmalschutz                                               |                                 |
| Teufelshöhle SW von Altdorf                                      | weitere Bilder | 574H001   | Altdorf bei Nürnberg Position       | Südwestliche Albrandregion  | Die Höhle (bestehend aus einem einzigen großen Raum) wurde durch den Abbau von Stubensand und einem geringmächtigen Kohleflöz künstlich erweitert. Die Einregelung von fossilen Hölzern an der Höhlendecke wurde von Ulrichs (1966) untersucht. | 750 25 × 30              | Typ: Ausbruchs/Auswitterungshöhle, Pflanzliche Fossilien, Sedimentstrukturen, Stollen, Gesteinsart Art: Sandstein, Braunkohle | Höhle                          | wertvoll           | Landschaftsschutzgebiet                                     |                                 |
| Distlergrotte ENE von Finstermühle                               | weitere Bilder | 574H003   | Neuhaus an der Pegnitz Position     | Nördliche Frankenalb        | Von der Eingangshalle führen zwei insgesamt 90 m lange Gangsysteme abwärts. Ein Gang erreicht einen Grundwassersee, ein anderer endet an einer Sandsteinfüllung. In den Wintermonaten ist der Eingang aus Gründen des Fledermausschutzes verschlossen. | 450 90 × 5               | Typ: Karst-Horizontalhöhle, Felswand/-hang Art: Dolomitstein                                                                  | Höhle                          | bedeutend          | Naturdenkmal, Landschaftsschutzgebiet, Naturpark            |                                 |
| Höhlensystem Das Windloch SSW von Kauerheim                      | weitere Bilder | 574H005   | Alfeld Position                     | Mittlere Frankenalb         | Die Länge der Höhle beträgt ca. 2000 m, die Tiefe ca. 52 m. Im Windloch befindet sich ein Steingebilde, das man als den Tisch bezeichnet. An einer Dokumentation über diese Höhle wird zurzeit gearbeitet. | 40000 1000 × 40          | Typ: Karst-Schacht-&Horizontalhöhle Art: Kalkstein, Mergelstein                                                               | Höhle                          | wertvoll           | Naturdenkmal, Landschaftsschutzgebiet, FFH-Gebiet           |                                 |
| Geißloch E von Krottensee                                        | weitere Bilder | 574H010   | Neuhaus an der Pegnitz Position     | Nördliche Frankenalb        | Die Schachthöhle besitzt eine Gesamtlänge von 25 m und eine größte Tiefe von 7 m. | 125 25 × 5               | Typ: Karst-Schacht-&Horizontalhöhle Art: Dolomitstein                                                                         | Höhle                          | bedeutend          | Landschaftsschutzgebiet, Naturpark                          |                                 |
| Geißlochhöhle NNE von Münzinghof                                 | weitere Bilder | 574H011   | Velden Position                     | Nördliche Frankenalb        | Die Schachthöhle besitzt eine Gesamtlänge von 25 m und eine größte Tiefe von 7 m. | 725 145 × 5              | Typ: Karst-Horizontalhöhle Art: Dolomitstein                                                                                  | Höhle                          | bedeutend          | Bodendenkmal, Landschaftsschutzgebiet, FFH-Gebiet           |                                 |
| Andreaskirche N von Rupprechtstegen                              | weitere Bilder | 574H012   | Velden Position                     | Nördliche Frankenalb        | Die geräumige Felsenhalle besitzt drei Eingänge. | 220 11 × 20              | Typ: Karst-Horizontalhöhle Art: Dolomitstein                                                                                  | Höhle                          | bedeutend          | Naturdenkmal, Landschaftsschutzgebiet, Naturpark            |                                 |
| Großes Rohenloch (D18) NE von Viehhofen                          | weitere Bilder | 574H013   | Velden Position                     | Nördliche Frankenalb        | In der Höhle sind Decken- und Wandkolke, Druckleitungs- und Laugungsformen zu sehen. Eine pleistozäne Fauna und prähistorisches Fundmaterial wurden ergraben. | 335 67 × 5               | Typ: Karst-Horizontalhöhle Art: Dolomitstein                                                                                  | Höhle                          | bedeutend          | Bodendenkmal, Landschaftsschutzgebiet, Naturpark            |                                 |
| Windloch (A5) SSE von Großmeinfeld                               | weitere Bilder | 574H015   | Hartenstein Position                | Nördliche Frankenalb        | Unter der 8 m tiefen Einsturzdoline schließt sich ein Schacht von 28 m Tiefe und einem Durchmesser von 10–12 m an. Dieser wird von Höhlentouristen häufig besucht. | 150 15 × 10              | Typ: Karst-Schachthöhle, Doline Art: Dolomitstein                                                                             | Höhle                          | wertvoll           | Landschaftsschutzgebiet, FFH-Gebiet, Naturpark              |                                 |
| Appenloch (Michelhöhle, Friedrichshöhle) D150 SSW von Münzinghof | weitere Bilder | 574H016   | Velden Position                     | Nördliche Frankenalb        | Die kurze Horizontalhöhle in gefalteten Kalken und Dolomiten des mittleren Malm besticht durch ihre imposante (15 m breite, 3 m hohe ) Eingangshalle. Dort wurden auch Funde von pleistozäner Großfauna gemacht. | 300 20 × 15              | Typ: Karst-Horizontalhöhle Art: Dolomitstein, Kalkstein                                                                       | Hanganriss/Felswand            | bedeutend          | Bodendenkmal, Landschaftsschutzgebiet, Naturpark            |                                 |
| Kühloch (A67) NW von Hartenstein                                 |                | 574H017   | Hartenstein Position                | Nördliche Frankenalb        | 25 m lange Durchgangshöhle mit Funden von Pleistozänfauna sowie prähistorischen Funden des Neolithikums und der La-Tène-Zeit. | 38 25 × 2                | Typ: Karst-Horizontalhöhle Art: Dolomitstein                                                                                  | Hanganriss/Felswand            | bedeutend          | Bodendenkmal, Landschaftsschutzgebiet, FFH-Gebiet           |                                 |
| Sophienquelle S von Grünsberg                                    | weitere Bilder | 574Q001   | Altdorf bei Nürnberg Position       | Südwestliche Albrandregion  | Die Treppenanlage um die Sophienquelle wurde 1720 errichtet. Die Sophienquelle ist ein typisches Beispiel für eine Schichtquelle. Sie entspringt an der Grenze zwischen Feuerletten-Rhätolias, ihre Schüttung beträgt ca. 4 l/s. | 100 10 × 10              | Typ: Schichtquelle Art: Sandstein, Tonstein                                                                                   | Hanganriss/Felswand            | wertvoll           | Landschaftsschutzgebiet, FFH-Gebiet                         |                                 |
| Sprosselbrunnen SW von Schönberg                                 | weitere Bilder | 574Q002   | Lauf an der Pegnitz Position        | Südwestliche Albrandregion  | Der Sprosselbrunnen (oder Spratzelbrunnen) ist eine bis zu mehrere Liter pro Sekunde schüttende Quelle, die knapp unterhalb der Schichtstufe des Rhätolias aus anstehendem Sandstein entspringt. Im grobkörnigen Sandstein sind auf einer Fläche von etwa 2 × 2 m zahlreiche rundliche röhrenförmige Löcher von 5 – 30 cm Durchmesser herausgewittert, aus denen teilweise Wasser strömt. | 5 5 × 1                  | Typ: Schichtquelle, Schichtstufe, Gesteinsart Art: Sandstein, Tonstein                                                        | Hanganriss/Felswand            | wertvoll           | Landschaftsschutzgebiet                                     |                                 |
| Siebenquellental SW von Thalheim                                 |                | 574Q003   | Happurg Position                    | Mittlere Frankenalb         | Im Siebenquellental südwestlich von Thalheim befinden sich zahlreiche Quellen an der Schichtgrenze vom Malm zum unterlagernden, tonigen Dogger. Die Quellaustritte sind naturbelassen und landschaftlich reizvoll. Es sind sogar kleine natürliche Aufschlüsse von Mergelkalken des Malm Alpha vorhanden. | 50 10 × 5                | Typ: Schichtquelle Art: Tonstein, Kalkmergelstein                                                                             | sonstiger Aufschluss           | wertvoll           | Landschaftsschutzgebiet                                     |                                 |
| Schwarzachschlucht SW von Schwarzenbruck                         | weitere Bilder | 574R001   | Schwarzenbruck Position             | Sandsteinkeuperregion       | Die Schwarzachschlucht bietet dem Wanderer typische Aufschlüsse des Mittleren Burgsandsteins. Augenfällig sind Auskolkungen, Erosionshöhlen, Felshänge und wabenartige Verwitterungsformen. Am nördlichen Schluchtufer führt ein Wanderweg von Gsteinach über die Gustav-Adolfs-Höhle und Karlshöhle nach Westen. | 400000 2000 × 200        | Typ: Tafoni/Wabenverwitterung, Gesteinsart, Ufer-/Brandungshöhle Art: Sandstein                                               | Prallhang/Flussbett/Bachprofil | besonders wertvoll | Naturschutzgebiet, FFH-Gebiet, Vogelschutzgebiet            | Bayerns schönste Geotope Nr. 22 |
| Röthenbachklamm NW von Röthenbach                                | weitere Bilder | 574R002   | Winkelhaid Position                 | Südwestliche Albrandregion  | Die Röthenbachklamm (im Volksmund auch Rumpelbachschlucht genannt) ist eine Rhätsandsteinschlucht, die durch Wanderwege und Rastplätze für Erholungssuchende erschlossen ist. Am Eingang zu der als ND ausgewiesenen Klamm steht eine alte, halbzerfallene Eiche mit einem Stammumfang von 6,30 m. | 30000 300 × 100          | Typ: Schlucht Art: Sandstein                                                                                                  | Prallhang/Flussbett/Bachprofil | bedeutend          | Naturdenkmal, Vogelschutzgebiet                             |                                 |
| Schlucht NNE von Sendelbach                                      |                | 574R003   | Ottensoos Position                  | Südwestliche Albrandregion  | Die Rhätschlucht bietet Aufschlüsse in den Rhät-Lias-Übergangsschichten, die aber teilweise von Bauschutteinlagerungen überdeckt werden. | 23000 460 × 50           | Typ: Schlucht Art: Sandstein                                                                                                  | Prallhang/Flussbett/Bachprofil | bedeutend          | Landschaftsschutzgebiet                                     |                                 |
| Wolfsschlucht NE von Wallersberg                                 | weitere Bilder | 574R004   | Schwarzenbruck Position             | Südwestliche Albrandregion  | Den besten Abschluss in der tiefeingeschnittenen kleinen Rhätsandsteinschlucht bildet im Westen ein Wasserfall. | 12500 250 × 50           | Typ: Schlucht Art: Sandstein                                                                                                  | Prallhang/Flussbett/Bachprofil | bedeutend          | Naturdenkmal, Landschaftsschutzgebiet, FFH-Gebiet           |                                 |
| Schüsselstein N von Fischbach                                    | weitere Bilder | 574R005   | Laufamholzer Forst Position         | Sandsteinkeuperregion       | Die auffällig herausgewitterte Felskuppe aus Mittlerem Burgsandstein ist vergleichbar mit wollsackartig verwitterten Granitkuppen. Bei den Kelten hatten diese Felsen kultische Bedeutung. | 100 10 × 10              | Typ: Felskuppe Art: Sandstein                                                                                                 | Hanganriss/Felswand            | bedeutend          | Bodendenkmal, Vogelschutzgebiet                             |                                 |
| Burgsandsteinfelsen in Rummelsberg                               | weitere Bilder | 574R006   | Schwarzenbruck Position             | Südwestliche Albrandregion  | Die Felskuppe gibt einen Einblick in die Zusammensetzung und den Aufbau des Oberen Burgsandsteins. | 100 10 × 10              | Typ: Felskuppe Art: Sandstein                                                                                                 | Felshang/Felskuppe             | bedeutend          | kein Schutzgebiet                                           |                                 |
| Hohler Fels SE von Happurg                                       | weitere Bilder | 574R007   | Happurg Position                    | Mittlere Frankenalb         | Am Hohlen Fels wurden steinzeitliche Höhlenfunde gemacht. An den Felshängen sind über dem Malm Gamma dickbankige Kalke des Malm Delta (mit Mergelplatte) aufgeschlossen. Oberhalb der Höhle liegt dickbankiger Dolomit mit Hornsteinen. | 14000 200 × 70           | Typ: Felswand/-hang, Karst-Horizontalhöhle Art: Dolomitstein, Kalkstein                                                       | Hanganriss/Felswand            | wertvoll           | Bodendenkmal, Landschaftsschutzgebiet, FFH-Gebiet           |                                 |
| Riffelfelsen E von Alfalter                                      |                | 574R008   | Vorra Position                      | Nördliche Frankenalb        | Der durch mehrere vertikale Klüfte gegliederte Riffelfelsen wird häufig von Kletterern besucht. | 2500 50 × 50             | Typ: Felsturm/-nadel Art: Kalkstein                                                                                           | Hanganriss/Felswand            | bedeutend          | Naturdenkmal, Landschaftsschutzgebiet, FFH-Gebiet           |                                 |
| Gottesfinger am Langenstein NW von Vorra                         | weitere Bilder | 574R009   | Vorra Position                      | Nördliche Frankenalb        | Der schroffe, im oberen Teil gespaltene Felsturm liegt schwer auffindbar auf einer bewaldeten Kuppe. Er besteht aus sehr porösem Dolomit. | 25 5 × 5                 | Typ: Felsturm/-nadel Art: Dolomitstein                                                                                        | Hanganriss/Felswand            | bedeutend          | Naturdenkmal, Landschaftsschutzgebiet, Naturpark            |                                 |
| Klingender Wasserfall NNE von Haimendorf                         | weitere Bilder | 574R011   | Röthenbach an der Pegnitz Position  | Südwestliche Albrandregion  | Am Klingenden Wasserfall sind die Rhätolias-Übergangsschichten hervorragend aufgeschlossen. Die harten Sandsteine bilden eine Schichtstufe, an deren Rand der Wasserfall liegt. | 75 15 × 5                | Typ: Wasserfall, Schichtfolge, Schichtstufe Art: Sandstein, Tonstein                                                          | Prallhang/Flussbett/Bachprofil | wertvoll           | kein Schutzgebiet                                           |                                 |
| Bastei am Zankelstein E von Pommelsbrunn                         | weitere Bilder | 574R012   | Pommelsbrunn Position               | Nördliche Frankenalb        | An der Süd- und Südostseite des Zankelstein ragen drei Felstürme aus dem Wald heraus, die als beliebte Aussichtsfelsen dienen. | 400 20 × 20              | Typ: Felsgruppe Art: Dolomitstein                                                                                             | Hanganriss/Felswand            | bedeutend          | Naturdenkmal, Landschaftsschutzgebiet, FFH-Gebiet           |                                 |
| Felsgruppe Spurzelgrub NW von Hofstetten                         | weitere Bilder | 574R013   | Pommelsbrunn Position               | Mittlere Frankenalb         | Felsgruppe im massigen Frankendolomit mit geräumiger Halbhöhle. Der teils massige, teils dickbankige Dolomit zeichnet eine Riffkuppel nach. | 70 7 × 10                | Typ: Felsgruppe, Karst-Horizontalhöhle Art: Dolomitstein                                                                      | Hanganriss/Felswand            | bedeutend          | Naturdenkmal, Bodendenkmal, Landschaftsschutzgebiet         |                                 |
| Düsselbacher Wand SE von Düsselbach                              | weitere Bilder | 574R014   | Vorra Position                      | Nördliche Frankenalb        | Die Felswand liegt am linken Talhang der Pegnitz. | 1500 50 × 30             | Typ: Felswand/-hang Art: Kalkstein                                                                                            | Hanganriss/Felswand            | bedeutend          | Naturdenkmal, Bodendenkmal, Landschaftsschutzgebiet         |                                 |
| Enzendorfer Felsen E von Enzendorf                               |                | 574R018   | Hartenstein Position                | Nördliche Frankenalb        | Zwei hohe Felsen ragen aus dem Gehölzbestand hervor. Die Felswände werden gerne von Kletterern besucht. | 400 20 × 20              | Typ: Felswand/-hang Art: Kalkstein                                                                                            | Hanganriss/Felswand            | bedeutend          | Naturdenkmal, Landschaftsschutzgebiet, FFH-Gebiet           |                                 |
| Sprungstein (Sohlenstein) NE von Fischbrunn                      |                | 574R020   | Pommelsbrunn Position               | Nördliche Frankenalb        | Am Jurahang ragt der Riffdolomit heraus. | 100 10 × 10              | Typ: Felsturm/-nadel Art: Kalkstein, Dolomitstein                                                                             | Hanganriss/Felswand            | bedeutend          | Naturdenkmal, Landschaftsschutzgebiet, Naturpark            |                                 |
| Huberfelsen bei Alfeld                                           | weitere Bilder | 574R021   | Alfeld Position                     | Mittlere Frankenalb         | Die Gruppe von drei Felsen steht landschaftsprägend über der Ortschaft Alfeld. | 1800 60 × 30             | Typ: Felsburg Art: Dolomitstein                                                                                               | Hanganriss/Felswand            | bedeutend          | Naturdenkmal                                                |                                 |
| Ponor Bachloch in Großengsee                                     |                | 574R022   | Simmelsdorf Position                | Nördliche Frankenalb        | Der Ponor wurde zur Dorfentwässerung benutzt. An den drei m tiefen Ponorschacht schließt sich ein nach WNW abwärts führender Gang an. | 4 2 × 2                  | Typ: Ponor, Karst-Horizontalhöhle Art: Dolomitstein                                                                           | Höhle                          | bedeutend          | Naturpark                                                   |                                 |
| Felsburg Teufelskanzel WSW von Mittelburg                        | weitere Bilder | 574R023   | Happurg Position                    | Mittlere Frankenalb         | Die klobige Felskuppe besitzt die Form einer Kanzel. | 150 15 × 10              | Typ: Felsburg Art: Dolomitstein                                                                                               | Hanganriss/Felswand            | bedeutend          | Naturdenkmal, Landschaftsschutzgebiet, FFH-Gebiet           |                                 |
| Bachlauf mit Kalktuffterrasse W von Kainsbach                    | weitere Bilder | 574R024   | Happurg Position                    | Mittlere Frankenalb         | Kleiner, mit Kalktuff ausgekleideter Bachlauf, der an einer Gefällestufe bemooste Sinterterrassen gebildet hat. | 16 4 × 4                 | Typ: Sinterterrassen, Bach-/Flusslauf Art: Kalkstein, Kalktuff                                                                | kein Aufschluss                | wertvoll           | Landschaftsschutzgebiet                                     |                                 |
| Steinerne Rinne W von Schrotsdorf                                | weitere Bilder | 574R026   | Offenhausen Position                | Südwestliche Albrandregion  | Am Nordosthang des Buchenberges hat sich unterhalb einer Quelle unmittelbar an einem überregionalen Wanderweg (Frankenweg) eine kleine Steinerne Rinne gebildet. Ihre Entstehung beruht auf abiogener (Druckentlastung, Temperaturerhöhung, Kohlendioxid-Abgabe an die Umgebungsluft) und biogener (Algen und Moose beziehen ihren Kohlendioxidbedarf aus dem Wasser, nicht aus der Atmosphäre) Ausfällung von Kalktuff. Die speisende Quelle entspringt im Grenzbereich von Dogger und Malm. Durch Vandalismus wurde die Rinne mehrfach beschädigt. Zu ihrem Schutz wurde ein Holzsteg mit Geländer gefertigt, eine Infotafel erläutert den Entstehungsmechanismus. Neben der durch die Beschädigungen trocken gefallenen ursprünglichen Steinernen Rinne entsteht bereits wieder eine neue. | 30 30 × 1                | Typ: Steinerne Rinne Art: Kalktuff                                                                                            | sonstiger Aufschluss           | bedeutend          | Landschaftsschutzgebiet                                     |                                 |
| Steinerne Rinne SW von Raschbach                                 | weitere Bilder | 574R027   | Altdorf bei Nürnberg Position       | Mittlere Frankenalb         | Ca. 500 m sw von Raschbach hat sich an einer der zahlreichen Quellen des gleichnamigen Baches eine der sehr seltenen Steinernen Rinnen gebildet. Der Ornatenton trennt die Grundwasserkörper von Dogger und Malm und stellt einen wichtigen Quellhorizont dar. Die Quelle wird im Volksmund auch als Aster- oder Osterbrunnen bezeichnet. Die Entstehung der Steinernen Rinne beruht auf zwei Faktoren. Abiogene Ursachen der Ausfällung von Kalktuff sind Druckentlastung, Temperaturerhöhung und Freisetzung von Kohlendioxid im quellnahen Bereich. Algen und Moose decken ihren Kohlendioxidbedarf nicht aus der Umgebungsluft, sondern aus dem kalkhaltigen Wasser (biogene Faktoren). Nach wenigen Zehnermetern hat sich der Kalkgehalt des Wassers so weit verringert, dass das Abscheiden von Kalktuff zum Stillstand kommt. Offensichtlich war die Wasserführung zumindest zeitweise unterbrochen, so dass nur noch ein geringer Teil des Wassers über die Steinerne Rinne fließt, während sich links von ihr ein neuer Wasserlauf gebildet hat, in dem bereits die Ausfällung von Kalktuff einsetzt. Die Steinerne Rinne steht als geschützter Landschaftsbestandteil unter besonderem Schutz. | 20 20 x 1                | Typ: Steinerne Rinne Art: Kalktuff                                                                                            | kein Aufschluss                | bedeutend          | Landschaftsbestandteil, Landschaftsschutzgebiet             |                                 |
| Sandsteinfelsen bei der Nürnberger Kaiserburg                    | weitere Bilder | 564A002   | Nürnberg Position                   | Sandsteinkeuperregion       | Die Typlokalität des weit verbreiteten Burgsandsteins befindet sich an der Kaiserburg zu Nürnberg. Der Burgsandstein ist ein fein- bis mittelkörnig ausgebildeter Sandstein. Neben Quarzkörnern enthält er einen erheblichen Anteil an Feldspat. Der Baustein von Nürnberg war einst weithin bekannt. | 51000 170 × 300          | Typ: Typlokalität Art: Sandstein                                                                                              | Hanganriss/Felswand            | wertvoll           | Bodendenkmal                                                | Bayerns schönste Geotope Nr. 11 |
| Nürnberger Felsenkeller                                          | weitere Bilder | 564G001   | Nürnberg Position                   | Sandsteinkeuperregion       | Keine Angaben | 0 keine Angabe           | Typ: Felsenkeller Art: Sandstein                                                                                              | Felsenkeller                   | wertvoll           | kein Schutzgebiet                                           |                                 |
| Historische Sandsteinbrüche am Schmausenbuck E von Nürnberg      | weitere Bilder | 564G002   | Nürnberg Position                   | Sandsteinkeuperregion       | Rund um den Schmausenbuck befinden sich ausgedehnte Areale mit zahlreichen historischen Abbaustellen von Burgsandstein. Die Sandsteine wurden in Nürnberg verbaut. Heute bilden sie landschaftsprägende Elemente innerhalb und außerhalb des Tiergartens. Das Geotop steht als Bodendenkmal unter Schutz (Denkmal-Nr. D-5-6532-0558). | 150000 500 × 300         | Typ: Steinbruch/Grube Art: Sandstein                                                                                          | Steinbruch                     | wertvoll           | Bodendenkmal, Landschaftsschutzgebiet, FFH-Gebiet           |                                 |
| Historische Steinbrüche SE von Wernsbach                         | weitere Bilder | 576A001   | Georgensgmünd Position              | Sandsteinkeuperregion       | Die aufgelassenen Brüche bei Wernsbach umfassen das größte zusammenhängende Steinbruchareal im Oberen Burgsandstein des Landkreises. Sie belegen eindrucksvoll die bauindustrielle Bedeutung dieses Natursteins. Über einem Stollen ist die Jahreszahl 1895 eingraviert. Die hohen Bruchwände werden intensiv von Kletterern besucht (zahlreiche Haken!). Ein Wanderweg führt durch das Areal. | 125000 500 × 250         | Typ: Gesteinsart, Steinbruch/Grube, Stollen Art: Sandstein, Tonstein                                                          | Steinbruch                     | bedeutend          | Landschaftsschutzgebiet                                     | Bayerns schönste Geotope Nr. 95 |
| Ehemaliger Steinbruch NE von Kühedorf                            | weitere Bilder | 576A002   | Büchenbach Position                 | Sandsteinkeuperregion       | Mehrere historische Steinbrüche (stark verwachsen). Der westliche Teil des Aufschlusses bietet gute Aufschlüsse im Oberen Burgsandstein, in den gelegentlich Zwischenletten eingeschaltet sind. | 50000 250 × 200          | Typ: Gesteinsart Art: Sandstein                                                                                               | Steinbruch                     | bedeutend          | Landschaftsschutzgebiet                                     |                                 |
| Ehemaliger Steinbruch SW von Greding                             | weitere Bilder | 576A003   | Greding Position                    | Südliche Frankenalb         | Der Aufschluss bietet im Landkreis Roth den besten Einblick in die Oxford-Schichten. | 12500 250 × 50           | Typ: Schichtfolge Art: Kalkstein                                                                                              | Steinbruch                     | bedeutend          | Landschaftsschutzgebiet, FFH-Gebiet, Naturpark              |                                 |
| Felsbildende Schwammbänke im Kaisinger Tal SSE von Kaising       | weitere Bilder | 576A004   | Greding Position                    | Südliche Frankenalb         | Am oberen Rand des Tales stehen Felsen aus fossilführenden, geschichteten Schwammkalken des Malm Gamma an. | 600 30 × 20              | Typ: Gesteinsart, Felswand/-hang Art: Dolomitstein                                                                            | Hanganriss/Felswand            | bedeutend          | Landschaftsschutzgebiet, FFH-Gebiet, Naturpark              |                                 |
| Ehemaliger Steinbruch W von Götzenreuth                          |                | 576A005   | Büchenbach Position                 | Sandsteinkeuperregion       | In den historischen Steinbrüchen ist Unterer Burgsandstein aufgeschlossen. | 10000 200 × 50           | Typ: Gesteinsart Art: Sandstein                                                                                               | Steinbruch                     | bedeutend          | Landschaftsschutzgebiet                                     |                                 |
| Ehemaliger Steinbruch WNW von Offenbau                           |                | 576A006   | Thalmässing Position                | Südwestliche Albrandregion  | In diesem Bruch sind die Unteren Mergelkalke des Malm Alpha erschlossen. | 400 20 × 20              | Typ: Gesteinsart Art: Kalkstein                                                                                               | Steinbruch                     | bedeutend          | Landschaftsschutzgebiet, Naturpark                          |                                 |
| Aufschluss SW von Esselberg                                      |                | 576A007   | Greding Position                    | Südliche Frankenalb         | Auf der Ostseite des Trockentals zieht sich der Aufschluss entlang. Die darüber liegenden Magerrasen werden beweidet. | 14000 350 × 40           | Typ: Gesteinsart Art: Kalkstein, Mergelstein                                                                                  | Böschung                       | bedeutend          | Landschaftsschutzgebiet, Naturpark                          |                                 |
| Höhlensystem ESE von Euerwang                                    | weitere Bilder | 576H001   | Greding Position                    | Südliche Frankenalb         | Beim Abbau von Dolomitschotter wurde am Südhang des Euerwanger Bühls ein Paläohöhlensystem freigelegt. Über eine Höhendifferenz von 30 m wurden 15 Fundhorizonte lokalisiert. Bei den Grabungen ist eine reiche Fauna sowie Steinwerkzeuge und kunstvoll bearbeitete Knochen gefunden worden. | 150 30 × 5               | Typ: Karst-Schacht-&Horizontalhöhle Art: Dolomitstein                                                                         | Hanganriss/Felswand            | wertvoll           | Landschaftsschutzgebiet, FFH-Gebiet, Naturpark              |                                 |
| Massendorfer Schlucht NNE von Spalt                              | weitere Bilder | 576R001   | Spalt Position                      | Südwestliche Albrandregion  | Die enge Schlucht weist einige gute Aufschlüsse im Oberen Burgsandstein auf. Die Deutsche Bahn ließ zur Sicherung ihrer Strommasten den Baumbestand der Schlucht großräumig abholzen. Auch das Geotop wurde dadurch in Mitleidenschaft gezogen. | 15000 300 × 50           | Typ: Schlucht, Gesteinsart Art: Sandstein                                                                                     | Prallhang/Flussbett/Bachprofil | bedeutend          | Landschaftsschutzgebiet                                     |                                 |
| Schlucht Schnittlinger Loch ENE von Fünfbronn                    | weitere Bilder | 576R002   | Spalt Position                      | Südwestliche Albrandregion  | Die ca. 50 m tiefe Schlucht beginnt im Westen mit einer engen Klammstrecke. Sie erschließt den Oberen Burgsandstein, auch Sedimentstrukturen sind deutlich zu erkennen. | 250 50 × 5               | Typ: Klamm, Schlucht, Gesteinsart Art: Sandstein                                                                              | Prallhang/Flussbett/Bachprofil | wertvoll           | Naturdenkmal, Landschaftsschutzgebiet                       |                                 |
| Sinterterrassen im Heinrichsgraben SE von Untermässing           | weitere Bilder | 576R003   | Greding Position                    | Südliche Frankenalb         | An der Malmuntergrenze entspringt im Heinrichsgraben eine kalkreiche Quelle, die den kleinen Bach im Graben speist. Durch den hohen Kalkgehalt kommt es auf ca. 100 m Länge zu Tuffausfällungen in kleinen bemoosten Kaskaden. | 15000 300 × 50           | Typ: Sinterterrassen, Schichtquelle Art: Kalkstein, Kalktuff                                                                  | Prallhang/Flussbett/Bachprofil | wertvoll           | Landschaftsbestandteil, Landschaftsschutzgebiet, FFH-Gebiet |                                 |
| Druidenstein NE von Untersteinbach                               | weitere Bilder | 576R004   | Georgensgmünd Position              | Sandsteinkeuperregion       | Der große, allseitig herausgewitterte Felsen liegt auf einer bewaldeten Kuppe. | 10 5 × 2                 | Typ: Felskuppe Art: Sandstein                                                                                                 | Felshang/Felskuppe             | bedeutend          | Landschaftsschutzgebiet                                     |                                 |
| Straßenaufschluss S von Spalt                                    |                | 576A008   | Spalt Position                      | Südwestliche Albrandregion  | Großer Aufschluss mit ca. 100 m Durchmesser im Feuerlettensandstein (Trossingen-Formation), Regenrückhaltebecken auf dem Gelände, befestigte Straße bis zum Aufschluss | 10000 100 × 100          | Typ: Gesteinsart Art: Sandstein                                                                                               | Tagebau                        | bedeutend          | Landschaftsschutzgebiet                                     |                                 |
| Ehemaliger Steinbruch SW von Bieswang                            |                | 577A001   | Pappenheim Position                 | Südliche Frankenalb         | Der große, aufgelassene Steinbruch gewährt einen besonders guten Einblick in die wechselhafte Schwammriff-Fazies des Mörnsheimer Riffzuges. Über Dolomiten des Malm Delta bauen sich im Malm Epsilon kleine selbstständige Riffkuppeln auf. Im Malm Zeta starben die Riffe ab und wurden mit Plattendolomiten zusedimentiert. | 40000 200 × 200          | Typ: Standard-/Referenzprofil, Sedimentstrukturen Art: Dolomitstein, Kalkstein                                                | Steinbruch                     | wertvoll           | Naturpark                                                   |                                 |
| Ehemaliger Steinbruch W von Osterdorf                            |                | 577A002   | Pappenheim Position                 | Südliche Frankenalb         | Der große, aufgelassene Bruch ist noch gut erhalten und zeigt ein Profil durch den Treuchtlinger Marmor. An den Bruchwänden sind zahlreiche mit rötlichem Lehm gefüllte Karsthohlräume aufgeschlossen. | 20000 200 × 100          | Typ: Schichtfolge, Karstschlot, Karstspalte Art: Kalkstein                                                                    | Steinbruch                     | bedeutend          | Naturpark                                                   |                                 |
| Ehemaliger Steinbruch N von Osterdorf                            |                | 577A003   | Pappenheim Position                 | Südliche Frankenalb         | In dem stillgelegten, fossilienreichen Steinbruch ist Treuchtlinger Marmor sehr gut aufgeschlossen. In der nördlichen Bruchwand können alte Kluftsysteme und Sinterbildungen studiert werden. | 10000 100 × 100          | Typ: Gesteinsart Art: Kalkstein                                                                                               | Steinbruch                     | bedeutend          | Landschaftsschutzgebiet, Naturpark                          |                                 |
| Ehemaliger Steinbruch SE von Weißenburg                          | weitere Bilder | 577A004   | Weißenburg in Bayern Position       | Südliche Frankenalb         | Guter Aufschluss von Treuchtlinger Marmor. Es ist geplant diesen ehemaligen Steinbruch mit dem im N gelegenen aktiven Bruch zu verbinden. | 20000 100 × 200          | Typ: Gesteinsart Art: Kalkstein                                                                                               | Steinbruch                     | bedeutend          | Landschaftsschutzgebiet, Naturpark                          |                                 |
| Ehemaliger Steinbruch S von Rothenstein                          |                | 577A005   | Weißenburg in Bayern Position       | Südliche Frankenalb         | Der stillgelegte Steinbruch erschließt den Treuchtlinger Marmor (von Bank 25 bis etwa Bank 9). Eindrucksvoll sind an den Bruchwänden lehmgefüllte Karstschlotten und horizontale Auslaugungshorizonte angeschnitten. | 5000 100 × 50            | Typ: Gesteinsart, Karstschlot, Karstspalte Art: Kalkstein                                                                     | Steinbruch                     | wertvoll           | Naturpark                                                   |                                 |
| Aufgelassener Steinbruch E von Ursheim                           |                | 577A007   | Polsingen Position                  | Riesalb                     | Der aufgelassene Steinbruch erschließt gut gebankten und fossilreichen unteren Malm. Über dem Malm Gamma folgt eine Schlifffläche und Bunte Brekzie des Riesereignisses. Im unteren östlichen Teil des Bruches können kurze Horizontalverschiebungen im autochthonen Malmkalk beobachtet werden. | 20000 200 × 100          | Typ: Schlifffläche (Impakt), Tierische Fossilien, Schichtfolge Art: Kalkstein                                                 | Steinbruch                     | besonders wertvoll | Landschaftsschutzgebiet, Naturpark                          |                                 |
| Ehemaliger Steinbruch SE der Langenaltheimer Haardt              | weitere Bilder | 577A008   | Langenaltheim Position              | Riesalb                     | Dies ist der einzige stillgelegte Bruch, in dem Solnhofener Plattenkalke noch gut aufgeschlossen sind. Die meisten aktiven Brüche werden während oder nach ihrer Ausbeutung mit Abraummaterial wieder verfüllt. Der Bruch wird als Typlokalität des Plattenkalkes erachtet. 1992 wurde nahe diesem Bruch ein weiteres Exemplar des Urvogels Archaeopteryx gefunden. | 10000 100 × 100          | Typ: Typlokalität, Tierische Fossilien Art: Kalkstein                                                                         | Steinbruch                     | wertvoll           | FFH-Gebiet, Vogelschutzgebiet, Naturpark                    | Bayerns schönste Geotope Nr. 71 |
| Ehemaliger Suevitbruch SW von Polsingen                          |                | 577A009   | Polsingen Position                  | Nördlinger Ries             | Der kleine Steinbruch liegt innerhalb des Rieskraters und erschließt Suevit in massiger Ausbildung (4 m mächtig). Er besteht vorwiegend aus rotem, blasigem Schmelzgestein, das zahlreiche Kristallinfragmente (vorwiegend Granite) einschließt. Dieser Suevit unterscheidet sich von der Normalausbildung durch das Auftreten eines zusammenhängenden, blasenreichen Schmelzgesteins und hat damit die Annahme einer Schmelzlage am Kraterboden inspiriert, was jedoch nicht bestätigt wurde. | 200 20 × 10              | Typ: Typlokalität Art: Suevit                                                                                                 | Steinbruch                     | besonders wertvoll | Naturpark                                                   |                                 |
| Aufschluss WNW von Weimersheim                                   |                | 577A010   | Weißenburg in Bayern Position       | Südwestliche Albrandregion  | Beiderseits des Bergeinschnittes sind die Oberen Aalen-Schichten mit geringmächtigen Eisenerzflözen aufgeschlossen. | 5000 100 × 50            | Typ: Gesteinsart Art: Sandstein                                                                                               | Böschung                       | bedeutend          | Bodendenkmal, Landschaftsschutzgebiet, Naturpark            |                                 |
| Hunnenkirche NE von Weißenburg                                   |                | 577A011   | Höttingen Position                  | Südwestliche Albrandregion  | Unterhalb des Bismarckturms sind im Wald mehrere Doggersandsteinfelsen aus ihrer Umgebung herausgewittert. Auffallend ist die löchrige Verwitterung ehemals tonig durchsetzter Sandsteinschichten. | 625 25 × 25              | Typ: Gesteinsart, Tafoni/Wabenverwitterung, Felswand/-hang Art: Sandstein                                                     | Hanganriss/Felswand            | bedeutend          | Landschaftsschutzgebiet, Naturpark                          |                                 |
| Kuppe am Hüssinger Berg                                          |                | 577A012   | Westheim Position                   | Nördlinger Ries             | Die westliche Kuppe des Hüssinger Berges markiert die Grenze der äußeren, stark zerstückelten Zone des Rieskraters gegen die Alb im Nordosten. Die Kuppe wird von stark zerrütteten Kalken und Mergeln des Unteren Malm gebildet. Eine Hinweistafel erläutert die Besonderheit. | 4900 70 × 70             | Typ: Gesteinsart, Auswurfmaterial (Impakt) Art: Kalkmergelstein                                                               | Hanganriss/Felswand            | bedeutend          | Landschaftsschutzgebiet, Naturpark                          |                                 |
| Hohlweg bei Hechlingen                                           | weitere Bilder | 577A014   | Heidenheim Position                 | Südwestliche Albrandregion  | Der schluchtartige Hohlweg bietet einen sehr guten Aufschluss von Doggersandstein mit seinen Erzhorizonten. Hangparallele Störungen versetzen die Schichtfolge mehrfach. Der Hohlweg ist Teil eines heimat- und naturkundlichen Lehrpfads. | 1500 150 × 10            | Typ: Gesteinsart Art: Sandstein, Eisen-/Manganerz                                                                             | Böschung                       | bedeutend          | Landschaftsschutzgebiet, Naturpark                          |                                 |
| Eisensandsteinaufschluss NE von Hohentrüdingen                   |                | 577A015   | Heidenheim Position                 | Südwestliche Albrandregion  | Schräg geschichteter Doggersandstein mit Eisenooidlagen ist in der ehemaligen Sandgrube direkt an der Straße aufgeschlossen. | 150 30 × 5               | Typ: Gesteinsart Art: Sandstein                                                                                               | Kiesgrube/Sandgrube            | bedeutend          | Landschaftsschutzgebiet, Naturpark                          |                                 |
| Ehemaliger Steinbruch NE von Hürth                               |                | 577A017   | Treuchtlingen Position              | Riesalb                     | Der ehemalige Steinbruch bei Hürth erschließt ein Profil vom mittleren Malm Gamma bis zum unteren Malm Delta in Schichtfazies: zuunterst sind 7 m graue Bankkalke aufgeschlossen, darüber folgen etwa 2 m Crussoliensis-Mergel und 4 m bankige Uhlandi-Kalke. Den Abschluss bilden die untersten drei Bänke des Treuchtlinger Marmors. | 300 30 × 10              | Typ: Schichtfolge, Tierische Fossilien Art: Kalkstein, Mergelstein                                                            | Steinbruch                     | bedeutend          | Landschaftsschutzgebiet, Naturpark                          |                                 |
| Felsenkeller in Thalmannsfeld                                    |                | 577A018   | Bergen Position                     | Südwestliche Albrandregion  | Entlang der Straße befinden sich ca. 25 Keller, die wenige Meter tief sind. Die oberen sind verfüllt. Der Sandstein ist an den Eingängen aufgeschlossen, z. T. mit Verwitterungsspuren. Die Keller werden genutzt. | 1650 110 × 15            | Typ: Sedimentstrukturen, Felsenkeller Art: Sandstein                                                                          | Felsenkeller                   | bedeutend          | Naturpark                                                   |                                 |
| Steinbruch W von Fuchsmühle                                      |                | 577A019   | Treuchtlingen Position              | Riesalb                     | Im inzwischen stillgelegten Steinbruch sind im Eingangsbereich auf der Sohle die obersten zwei Meter der Oberen Mergelkalke (Arzberg-Formation, Malm Gamma) aufgeschlossen. Darüber steht auf mehr als 30 Meter Treuchtlinger Marmor (Treuchtlingen-Formation, Malm Delta) an. Die Formationsgrenze ist hier besonders gut zu sehen. | 30000 200 × 150          | Typ: Schichtfolge, Gesteinsart Art: Kalkstein, Mergelstein                                                                    | Steinbruch                     | wertvoll           | Landschaftsschutzgebiet, Naturpark                          |                                 |
| Ehem. Juramarmorbruch Stiegler NW von Solnhofen                  | weitere Bilder | 577A020   | Solnhofen Position                  | Riesalb                     | Im aufgelassenen Steinbruch Stiegler wurden Treuchtlinger Bankkalke abgebaut. | 7000 100 × 70            | Typ: Gesteinsart, Schichtfolge, Steinbruch/Grube Art: Kalkstein                                                               | Steinbruch                     | wertvoll           | Landschaftsschutzgebiet, FFH-Gebiet, Vogelschutzgebiet      |                                 |
| Hobbysteinbruch ESE von Langenaltheim                            |                | 577A021   | Langenaltheim Position              | Riesalb                     | Im gesondert abtrassierten Westteil des Geotops 577A008 ist in der Urvogel-Fundstelle Hobbysteinbruch Langenaltheim gegen ein geringes Entgelt in der Zeit von 1. April bis 31. Oktober das Fossiliensammlen in dünnplattigen Solnhofener Plattenkalken erlaubt. | 3500 70 × 50             | Typ: Gesteinsart, Schichtfolge, Tierische Fossilien, Steinbruch/Grube Art: Kalkstein                                          | Steinbruch                     | wertvoll           | FFH-Gebiet, Vogelschutzgebiet, Naturpark                    |                                 |
| Steinbruchgebiet am Schrandelberg SE von Langenaltheim           |                | 577A022   | Langenaltheim Position              | Riesalb                     | Der aufgelassene Steinbruch am Schrandelberg erschließt außergewöhnlich dünnplattige Solnhofener Plattenkalke. | 4000 100 × 40            | Typ: Gesteinsart, Schichtfolge, Steinbruch/Grube Art: Kalkstein                                                               | Steinbruch                     | wertvoll           | Landschaftsschutzgebiet, FFH-Gebiet, Vogelschutzgebiet      |                                 |
| Ehem. Eisenerzgrube Grubschwart NE von Rothenstein               | weitere Bilder | 577G001   | Raitenbuch Position                 | Südliche Frankenalb         | Trichtergruben, Schürfschächte und Stollen erinnern hier an den ehemaligen Abbau von Eisenerzen. Diese lagerten als Bohnerze in der Lehmfüllung eines ausgedehnten Karstsystems. Ein montangeschichtlicher Lehrpfad führt mit 21 Stationen anschaulich durch das Gelände. Unter www.infofeld.de/grubschwart.html kann zusätzlich ein Audioguide als App für Smartphone oder Tablet heruntergeladen werden. | 5000 1000 × 5            | Typ: Stollen, Karst-Schacht-&Horizontalhöhle, Pinge/nfeld Art: Kalkstein, Lehm                                                | Tunnel/Stollen/Schacht         | besonders wertvoll | Bodendenkmal, Landschaftsschutzgebiet, Naturpark            |                                 |
| Karlsgraben                                                      | weitere Bilder | 577G003   | Treuchtlingen Position              | Südwestliche Albrandregion  | Der Karlsgraben bezeugt eine der größten Ingenieursleistungen des frühen Mittelalters. Karl der Große wollte durch einen schiffbaren Kanal zwischen der schwäbischen Rezat und der Altmühl den Rhein mit der Donau verbinden, da die Flüsse sich hier auf knapp 1800 m nähern. Nachdem 1400 m ausgegraben waren (ca. 6.000 Arbeiter und 780.000 m³ Erde) führten vermutlich Versorgungsengpässe zur Aufgabe des Kanalprojektes. Das Geotop gehört zu Bayerns hundert schönsten Geotopen und wird vor Ort mit einer entsprechenden Infotafel erläutert. | 50000 1000 × 50          | Typ: Graben, Kanal Art: Schotter                                                                                              | kein Aufschluss                | besonders wertvoll | Bodendenkmal, Landschaftsschutzgebiet, Naturpark            | Bayerns schönste Geotope Nr. 34 |
| Höllentrichter NW von Osterdorf                                  |                | 577G005   | Pappenheim Position                 | Südliche Frankenalb         | Auf engem Raum liegen hier zahlreiche ehemalige Abbaustellen, in denen Bohnerze aus tertiären Karstfüllungen gewonnen wurden. Zurück blieben Halden, Trichtergruben und teilweise 10 m tiefe exhumierte Karstschächte. | 45000 300 × 150          | Typ: Pinge/nfeld, Doline, Karst-Schachthöhle Art: Kalkstein, Lehm                                                             | Pinge                          | wertvoll           | Bodendenkmal, Landschaftsschutzgebiet, Naturpark            |                                 |
| Hohlloch SW von Raitenbuch                                       | weitere Bilder | 577H001   | Raitenbuch Position                 | Südliche Frankenalb         | Das Hohlloch erschließt tafelbankige Dolomite des Malm Delta. Mit Verordnung des LRA WUG vom 20. Mai 1980 wurde das Hohlloch als Naturdenkmal (§ 28 BNatSchG) unter Schutz gestellt. Wegen der Unfallgefahr und zum Schutz der dort heimischen Fledermäuse (u. a. Myotis myotis) ist das Naturdenkmal eingezäunt und kann nicht betreten werden. | 1000 100 × 10            | Typ: Karst-Schacht-&Horizontalhöhle Art: Dolomitstein                                                                         | Hanganriss/Felswand            | wertvoll           | Naturdenkmal, FFH-Gebiet, Landschaftsschutzgebiet           |                                 |
| Teufelshöhle W von Bieswang                                      |                | 577H002   | Pappenheim Position                 | Südliche Frankenalb         | Die ca. 100 m lange Horizontalhöhle besitzt zwei Eingänge, die in eine Vorhalle münden. | 200 100 × 2              | Typ: Karst-Horizontalhöhle Art: Kalkstein, Dolomitstein                                                                       | Hanganriss/Felswand            | bedeutend          | Landschaftsschutzgebiet, Naturpark                          |                                 |
| Quellaustritt Die sieben Quellen SW von Heidenheim               | weitere Bilder | 577Q001   | Heidenheim Position                 | Südwestliche Albrandregion  | An der Grenze zwischen Opalimuston und Doggersandstein liegt ein Quellhorizont, an dem die sieben Quellen entspringen. | 100 10 × 10              | Typ: Schichtquelle Art: Sandstein                                                                                             | kein Aufschluss                | bedeutend          | Landschaftsschutzgebiet, Naturpark                          |                                 |
| Quellaustritt Steinbrunnen ESE von Göhren                        |                | 577Q002   | Pappenheim Position                 | Südliche Frankenalb         | In einer in Sandstein gefassten Quellnische entspringen mehrere kleine Quellaustritte. Der Steinbrunnen entspringt auf der sonst wasserarmen Karsthochfläche auf einem Rest von Oberer Süßwassermolasse. Auf dem Steinbogen des Brunnens ist undeutlich die Jahreszahl 1706 zu erkennen. | 1 1 × 1                  | Typ: Schichtquelle Art: Sandstein                                                                                             | kein Aufschluss                | bedeutend          | Denkmalschutz, Bodendenkmal, Landschaftsschutzgebiet        |                                 |
| Schlucht Teufelsbackofen NW von Fiegenstall                      |                | 577R001   | Höttingen Position                  | Südwestliche Albrandregion  | Die enge Schlucht im Oberen Burgsandstein weist nur wenige Aufschlüsse auf. Am Eingang steht Feuerletten an. Besonders im mittleren Bereich erschweren umgestürzte Bäume die Begehung. | 18750 250 × 75           | Typ: Schlucht, Gesteinsart Art: Sandstein                                                                                     | Prallhang/Flussbett/Bachprofil | bedeutend          | Landschaftsschutzgebiet, Naturpark                          |                                 |
| Steinerne Rinne SW von Wolfsbronn                                | weitere Bilder | 577R002   | Meinheim Position                   | Riesalb                     | Der Bachlauf liegt in einem etwa 130 m langen und bis zu 160 cm hohem Kalktuffdamm, der von mehreren Wasserfällen unterbrochen wird. Trotz Schutzstatus ist das Objekt als weitgehend zerstört zu betrachten, da die Rinne als Pflegemaßnahme auf ganzer Länge mit Steinen und Beton künstlich aufgemauert wurde. Ein Negativbeispiel! | 130 130 × 1              | Typ: Steinerne Rinne, Schichtquelle Art: Kalktuff                                                                             | kein Aufschluss                | bedeutend          | Naturschutzgebiet, Landschaftsschutzgebiet, FFH-Gebiet      |                                 |
| Steinerne Rinne SE von Spielberg                                 | weitere Bilder | 577R003   | Gnotzheim Position                  | Riesalb                     | Der Bachlauf ist ca. 20 m lang und maximal 10 cm hoch. Die Rinne ist eher eingetieft und mit wenig Kalk ausgekleidet. Die kleine Rinne befindet sich im Entwicklungsstadium. | 6 20 × 0                 | Typ: Steinerne Rinne, Schichtquelle Art: Kalktuff                                                                             | kein Aufschluss                | bedeutend          | Landschaftsschutzgebiet, FFH-Gebiet, Naturpark              |                                 |
| Steinerne Rinne S von Rohrbach                                   | weitere Bilder | 577R004   | Ettenstatt Position                 | Südliche Frankenalb         | Die Steinerne Rinne bei Rohrbach ist ca. 60 m lang und bis zu 1 m hoch. Neben der Rinne wurde ein Holzsteg angebracht. Die Quelle der Rinne entspringt zwischen Opalinuston und Eisensandstein, die Rinne wächst jährlich um 2 bis 3 cm. Auch diese Rinne wurde zum Teil künstlich aufgemauert. Eine natürliche Entwicklung ist dadurch nicht mehr gegeben. Zum Objekt gehört auch die Rotschlucht mit den Sinterbildungen der so genannten Jungen Steinernen Rinne. | 18 60 × 0                | Typ: Steinerne Rinne, Schichtquelle Art: Kalktuff                                                                             | kein Aufschluss                | bedeutend          | Naturdenkmal, Landschaftsschutzgebiet, FFH-Gebiet           |                                 |
| Steinerne Rinne NNE von Hechlingen                               | weitere Bilder | 577R005   | Heidenheim Position                 | Südwestliche Albrandregion  | Die Rinne ist ca. 10 m lang und maximal 30 cm hoch, sie ist bisher weitgehend in ihrer natürlichen Form erhalten. Eine Hinweistafel verdeutlicht die Besonderheit des Objekts. | 10 10 × 1                | Typ: Steinerne Rinne, Schichtquelle Art: Kalktuff                                                                             | kein Aufschluss                | bedeutend          | Landschaftsschutzgebiet, Naturpark                          |                                 |
| Steinerne Rinne SE von Oberweiler                                | weitere Bilder | 577R006   | Meinheim Position                   | Riesalb                     | Der mit Kalktuff ausgekleidete Bachlauf besitzt eine Länge von etwa 50 m. Die Kalktuffausscheidungen wurden bisher nicht anthropogen verändert. | 30 30 × 1                | Typ: Steinerne Rinne, Schichtquelle Art: Kalktuff                                                                             | kein Aufschluss                | bedeutend          | Landschaftsschutzgebiet, Naturpark                          |                                 |
| Dachsbaufelsen SE von Dettenheim                                 |                | 577R007   | Weißenburg in Bayern Position       | Südliche Frankenalb         | Der Dachsbaufelsen wurde auf der geologischen Karte als Schwammriffkalk im Bereich des Treuchtlinger Marmors ausgewiesen. Der Felsen ist stark bemoost und bereichsweise tiefgründig verwittert, kleinere Höhlen führen in den Felsen. | 100 10 × 10              | Typ: Felskuppe, Gesteinsart, Kluft-/Tektonische Höhle Art: Kalkstein                                                          | Hanganriss/Felswand            | bedeutend          | Bodendenkmal, Landschaftsschutzgebiet, Naturpark            |                                 |
| Felsengruppe Zwölf Apostel N von Eßlingen                        | weitere Bilder | 577R008   | Solnhofen Position                  | Südliche Frankenalb         | Die Zwölf Apostel gehören zum Mörnsheimer Riffzug. Die malerischen Felsen werden von Schwamm-Algen-Kalken des Mittleren Malm Delta aufgebaut. Die Felsgruppe wird geomorphologisch als Ensemble klassifiziert, da die zahlreichen isolierten Felsen einen zusammenhängenden Riffzug darstellen, der durch die von Fels zu Fels verlaufenden girlandenartigen Hohlkehlen erkennbar ist. | 60000 600 × 100          | Typ: Felsgruppe, Felsturm/-nadel, Felsburg, Sedimentstrukturen Art: Dolomitstein                                              | Hanganriss/Felswand            | wertvoll           | Naturschutzgebiet, Naturdenkmal, Landschaftsschutzgebiet    | Bayerns schönste Geotope Nr. 62 |
| Bergkuppe des Bubenheimer Berges E von Bubenheim                 | weitere Bilder | 577R009   | Treuchtlingen Position              | Südwestliche Albrandregion  | Auf der Spitze des Bubenheimer Berges bilden Malm Massenkalk- und Dolomitschollen Härtlinge von bis zu mehreren Kubikmetern Größe. Diese Härtlinge sind allochthone Schollen, die bei der Rieskatastrophe aus dem Bereich des Kraters herausgesprengt wurden. Die Malmschollen sind meist intensiv vergrust und z. T. wieder verbacken, so dass sie als Härtlinge aus der Umgebung herauswitterten. | 20000 200 × 100          | Typ: Auswurfmaterial (Impakt), Felskuppe Art: Kalkstein                                                                       | Hanganriss/Felswand            | wertvoll           | Landschaftsschutzgebiet, Naturpark                          |                                 |
| Teufelskanzel SE von Solnhofen                                   | weitere Bilder | 577R010   | Solnhofen Position                  | Riesalb                     | Die Felskuppe Teufelskanzel wird von tafelbankigen Dolomiten des Malms aufgebaut. | 20000 200 × 100          | Typ: Felskuppe Art: Dolomitstein                                                                                              | Hanganriss/Felswand            | bedeutend          | Landschaftsschutzgebiet, Naturpark                          |                                 |
| Ponordoline E von Göhren                                         |                | 577R011   | Pappenheim Position                 | Südliche Frankenalb         | Der Ponorgraben besitzt eine Länge von 200 m, eine Breite von 25 m, sowie eine maximale Tiefe von 6 m im westlichen Grabenbereich. Im Graben fließt ein kleiner Bach zur Schluckstelle, die vor vielen Jahren mit Steinbruchschutt überschüttet wurde. | 5000 200 × 25            | Typ: Ponor, Doline Art: Breccie, Dolomitstein                                                                                 | kein Aufschluss                | wertvoll           | Landschaftsschutzgebiet, Naturpark                          |                                 |
| Dolinenfeld E von Göhren                                         |                | 577R012   | Pappenheim Position                 | Südliche Frankenalb         | Gruppe von mehreren Dolinen, die teilweise bei Starkregen als Ponore fungieren. Die größte der Dolinen weist einen Durchmesser von ca. 20 m und eine Tiefe von ca. 10 m auf. Eine weitere sehr große Doline, in der aktuelle Nachsackungen stattfinden, liegt 200 m WNW der Straßenkreuzung und ist bisher nicht als ND geschützt. | 40000 200 × 200          | Typ: Dolinenfeld Art: Dolomitstein, Kalkstein                                                                                 | kein Aufschluss                | wertvoll           | Landschaftsschutzgebiet, Naturpark                          |                                 |
| Quarzitblöcke E von Döckingen                                    |                | 577R013   | Polsingen Position                  | Riesalb                     | Über das Alter und die Ursache der Häufung der Quarzitblöcke um Döckingen existieren verschiedene Theorien. Östlich des Ortes liegen 8 Blöcke auf engem Raum. Die z. T. mehrere Kubikmeter großen Blöcke bestehen aus mittelkörnigem, quarzitisch verkitteten Sandsteinen. Charakteristisch für die Quarzite sind Kluftstrukturen, die möglicherweise auf das Riesereignis zurückzuführen sind. | 20000 200 × 100          | Typ: Typlokalität, Reliktgesteine Art: Sandstein                                                                              | Block                          | besonders wertvoll | Naturpark                                                   |                                 |
| Ponordolinen NE von Kohnhof                                      |                | 577R014   | Polsingen Position                  | Riesalb                     | In einem kleinen Wäldchen liegen auf engem Raum drei große Ponordolinen mit temporärem Wasserzufluss. Frische steile Nachsackungen im eingeschwemmten Lehm belegen rezente Aktivität. | 22500 150 × 150          | Typ: Ponor Art: Kalkstein, Lößlehm                                                                                            | Doline/Erdfall                 | wertvoll           | Landschaftsschutzgebiet, Naturpark                          |                                 |
| Doline SSE von Döckingen                                         |                | 577R015   | Polsingen Position                  | Riesalb                     | Die große Doline liegt im Bereich allochthoner Riesschollen. Frische Nachsackungen belegen die andauernden Senkungsvorgänge. | 2000 50 × 40             | Typ: Doline Art: Kalkstein | kein Aufschluss                | wertvoll           | Naturpark                                                   |                                 |
| Hunnenstein WSW von Markt Berolzheim                             |                | 577R016   | Markt Berolzheim Position           | Riesalb                     | Es handelt sich um zwei Blöcke aus Quarzsandstein, deren Zuordnung bisher nicht geklärt ist. | 1 1 × 1                  | Typ: Reliktgesteine Art: Sandstein                                                                                            | kein Aufschluss                | bedeutend          | Landschaftsschutzgebiet, FFH-Gebiet, Naturpark              |                                 |
| Bachlauf mit Sinterbecken WNW Wolfsbronn                         | weitere Bilder | 577R017   | Meinheim Position                   | Riesalb                     | Entlang des Bachlaufes sind auf 100 m Länge kleine Sinterbecken herausgebildet. | 100 100 × 1              | Typ: Sinterbildung, Bach-/Flusslauf Art: Kalkstein, Sandstein                                                                 | kein Aufschluss                | bedeutend          | Landschaftsschutzgebiet, FFH-Gebiet, Naturpark              |                                 |
| Steinerne Rinne NNW von Heidenheim                               | weitere Bilder | 577R018   | Heidenheim Position                 | Südwestliche Albrandregion  | Die kleine, aber schöne Steinerne Rinne ist bisher nicht touristisch erschlossen. Die natürliche Entwicklung der Rinne wird teilweise gestört, durch Versuche deren Wachstum zu beschleunigen. | 150 150 × 1              | Typ: Steinerne Rinne Art: Kalkstein, Sandstein                                                                                | kein Aufschluss                | bedeutend          | Landschaftsschutzgebiet, FFH-Gebiet, Naturpark              |                                 |
| Hohler Stein NW von Stahlmühle                                   |                | 577R019   | Heidenheim Position                 | Südwestliche Albrandregion  | Die Felswand aus gebanktem Kalk des unteren Malm liegt nur knapp außerhalb des Riesrandes, was sich an der intensiven Zerklüftung bemerkbar macht. Mehrere kleine Höhlen mit schön ausgewaschenen Profilen setzen hier an, verengen sich aber rasch. | 500 50 × 10              | Typ: Felsburg Art: Kalkstein                                                                                                  | Hanganriss/Felswand            | wertvoll           | Landschaftsschutzgebiet, Naturpark                          |                                 |
| Dolinenfeld im Maierholz WSW von Döckingen                       |                | 577R020   | Polsingen Position                  | Riesalb                     | In dem Waldgebiet liegen auf engem Raum zahlreiche Dolinen, unter anderem auch die Ponordoline Fuchsbau. In einigen Dolinen lagern große Sandsteinblöcke, die den Döckinger Quarziten gleichen. | 300000 600 × 500         | Typ: Dolinenfeld, Ponor, Reliktgesteine Art: Kalkstein, Sandstein                                                             | Doline/Erdfall                 | bedeutend          | Landschaftsschutzgebiet, Naturpark                          |                                 |
| Ponordoline SW von Rothenstein                                   |                | 577R023   | Pappenheim Position                 | Südliche Frankenalb         | Große Ponordoline mit temporären Zuflüssen aus zwei zulaufenden Gräben. Im tiefsten Teil der Doline sind unter der Lehmüberdeckung auch große Blöcke und evtl. anstehender Fels zu erkennen. | 2000 50 × 40             | Typ: Ponor Art: Kalkstein | Hanganriss/Felswand            | wertvoll           | Landschaftsschutzgebiet, Naturpark                          |                                 |
| Aufgel. Kalksteinbruch am Dürrenberg E von Heidenheim            |                | 577A023   | Heidenheim (Mittelfranken) Position | Riesalb                     | Im aufgelassenen Kalksteinbruch am Dürrenberg wurde gebankter Kalkstein der Arzberg-Formation (Malm Gamma) abgebaut, der häufig Mergellagen enthält. Gelegentlich können Fossilien, meist Ammoniten, gefunden werden. Möglicherweise handelt es sich bei dieser Lokalität um den Fundort eines Ataxioceraten (Ammonit), der am 14. September 1875 von Ludwig von Ammon gefunden wurde, dieser befindet sich in der Sammlung des Landesamtes für Umwelt in Hof. Die Bruchsohle ist von Klüften durchzogen. Die größeren zeigen ein Nordost-Südwest-Streichen, während die kleineren und auch zahlreicheren überwiegend von Nordnordwest nach Südsüdost streichen. Der frei zugängliche Steinbruch liegt unmittelbar am Ökumenischen Pilgerweg. | 43200 240 x 180          | Typ: Schichtfolge Art: Kalkstein, Mergelstein                                                                                 | Steinbruch                     | wertvoll           | Naturpark                                                   |                                 |
| Straßenaufschluss NE von Heidenheim                              |                | 577A024   | Heidenheim (Mittelfranken) Position | Riesalb                     | Der Straßenaufschluss beiderseits eines Wirtschaftsweges befindet sich etwa 1.000 Meter nordöstlich der Kirche St. Wunibald, Heidenheim. Aufgeschlossen ist die Dietfurt-Formation (unterer Malm Alpha), die aus einer Wechsellagerung von Kalkstein- und Mergelsteinlagen besteht. Gelegentlich sind Fossilien (meist Ammoniten) zu finden. | 1000 100 x 10            | Typ: Schichtfolge Art: Mergelstein                                                                                            | Böschung                       | bedeutend          | Naturpark                                                   |                                 |